# Норвежская антарктическая экспедиция (1910—1912)
Норвежская полярная экспедиция 1910—1912 годов (или Третье плавание «Фрама», норв. Den tredje Fram-ferden) возглавлялась Руалем Амундсеном. Экспедиция проходила в острой конкурентной борьбе с английской экспедицией «Терра Нова» Роберта Фолкона Скотта. Главным достижением отряда Амундсена (ещё Оскар Вистинг, Хельмер Хансен, Сверре Хассель, Олаф Бьолан) было покорение Южного полюса 14 декабря 1911 года. Команда Скотта добралась до полюса 33 дня спустя и погибла на обратном пути, не дойдя до базы 264 км.
Из-за противоречащих друг другу заявлений о достижении Северного полюса Робертом Пири и Фредериком Куком, Руаль Амундсен отказался от проекта достижения Северного полюса, который он реализовывал с 1907 года. В обстановке секретности был разработан план достижения Южного полюса, который оправдался вплоть до деталей. Полярный корабль «Фрам» совершил переход в 11 тысяч морских миль (более 16 000 км) без захода в порты после отплытия из Фуншала на острове Мадейра, доставив в Китовую бухту Моря Росса около 100 ездовых собак и команду из 9 человек. После успешной зимовки на базе «Фрамхейм», 8 сентября 1911 года команда совершила неудачную попытку выхода к полюсу, когда из-за экстремальных холодов возвращение на базу превратилось в неорганизованное бегство. После конфликта с Я. Йохансеном, в отряд Амундсена вошло 5 человек. 20 октября отряд вторично вышел на 4 нартах, запряжённых 52 собаками. Пройдя по равнине Шельфового ледника Росса, норвежцы заложили на каждом градусе широты (то есть через 60 географических миль) продовольственные склады. Далее был совершён подъём на Полярное плато по открытому ими Леднику Акселя Хейберга. На плато были застрелены 24 собаки, составившие резервный запас провианта для оставшихся собак и людей на обратном пути. Пробыв на Южном полюсе трое суток и выполнив большой цикл наблюдений, команда Амундсена, не потерпев никаких потерь, 26 января 1912 года вернулась на базу, преодолев около 3000 км за 99 дней. У них осталось 11 собак. 7 марта «Фрам» вернулся в Хобарт, откуда о результатах было сообщено по всему миру.
В ходе экспедиции были получены важные научные результаты, несмотря на то, что сам Амундсен подчёркивал характер спортивного рекорда. Одновременно было установлено, что возможности собачьих упряжек как транспортного средства для освоения высоких полярных широт исчерпаны. В ходе экспедиции была установлена протяжённость Шельфового ледника Росса, определено направление Трансантарктических гор, выполнен большой цикл метеорологических наблюдений, позволивших включить Антарктику в систему глобального синоптического измерения. База Амундсена была унесена в океан отколовшимся айсбергом между 1958 и 1962 годами.

## Цель и результаты

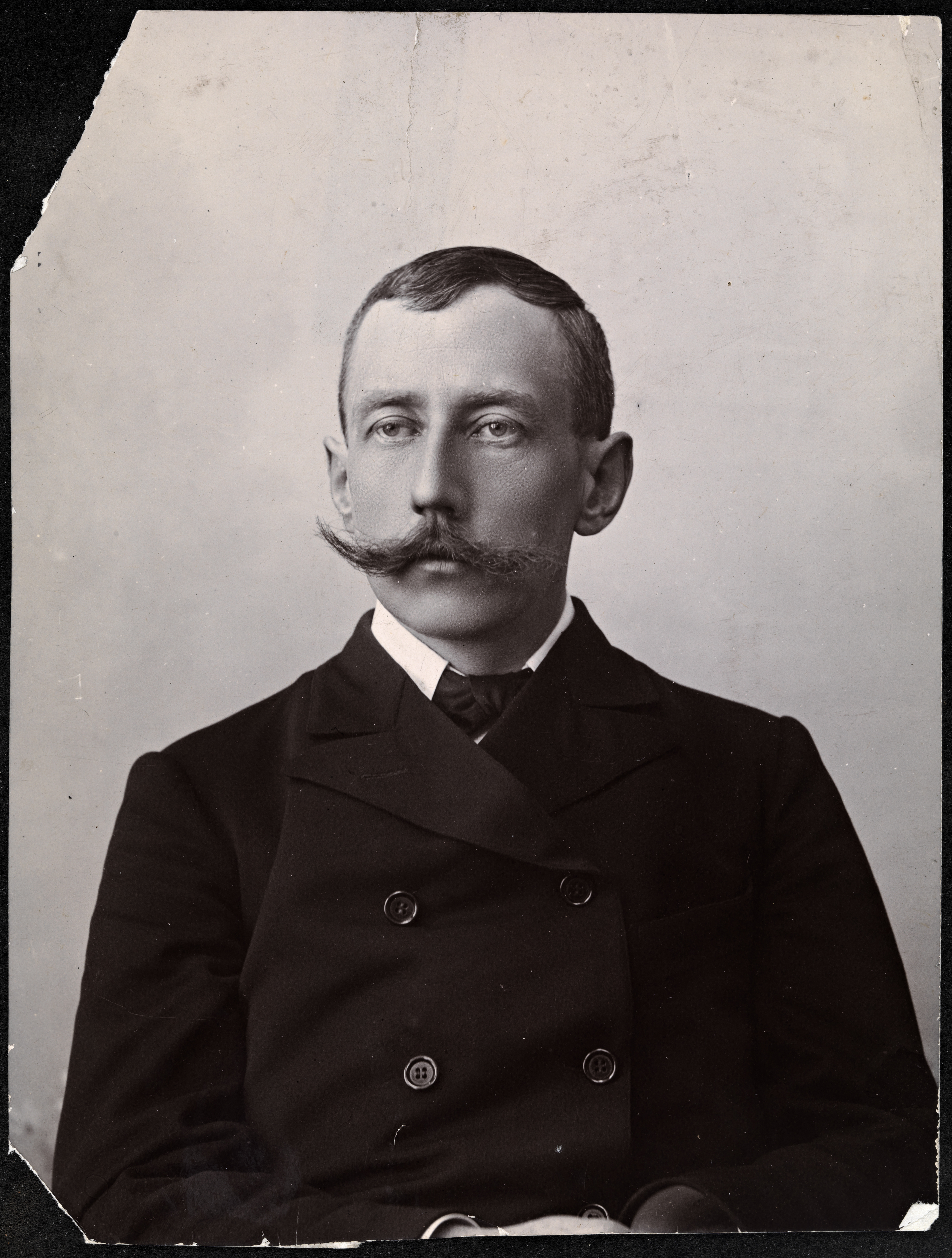
Амундсен в 1909 году

Руаль Амундсен, по словам норвежского писателя Тура Саннеса, «являл собой новый тип полярного исследователя. Он не был учёным, занимавшимся исследованием околополярных областей, подобно Нансену или Норденшельду, или вдохновенным дилетантом, подобно Андре». Его главной целью были первооткрывательские рекорды, в результате ему удалось решить в 1903—1906 годах задачу прохождения Северо-Западным проходом на яхте «Йоа». Истинным намерением Амундсена было покорение Северного полюса. В автобиографии он писал:

Следующей задачей, которую я задумал разрешить, было открытие Северного полюса. Мне очень хотелось самому проделать попытку, предпринятую несколько лет тому назад доктором Нансеном, а именно — продрейфовать с полярными течениями через Северный полюс поперёк Северного ледовитого океана. <…> Но вот, когда всё уже было почти готово к отправлению, по всему миру распространилось известие об открытии адмиралом Пири Северного полюса в апреле 1909 года. Это, конечно, было для меня жестоким ударом!

В результате Амундсен, не рассчитывая на спонсорскую поддержку, решился в тайне от всех радикально изменить собственные планы, взявшись за покорение Южного полюса. 14 декабря 1911 года команда Амундсена (Оскар Вистинг, Хельмер Хансен, Сверре Хассель, Олаф Бьолан) добралась до цели. Амундсен писал:

Не могу сказать…, что достиг цели своей жизни. Это было бы уж слишком явной и откровенной выдумкой. Лучше… я скажу прямо, что, по-моему, ещё никогда никто из людей не стоял в точке, диаметрально противоположной цели его стремлений в таком полном смысле слова, как я в этом случае. Район Северного полюса — чего там! — сам Северный полюс манил меня с детства, и вот я на Южном полюсе. Поистине всё наизнанку!

В политическом смысле экспедиция привнесла много проблем в британо-норвежские отношения: англичане рассматривали Антарктику как зону своего приоритета, а гибель Скотта привела к крайне негативному отношению к самому Амундсену, как человеку, который «контрабандой» (по выражению К. Маркэма) вырвал победу из рук британцев.

## Подготовка и планирование

### Предыстория

#### Британские исследования в Антарктиде

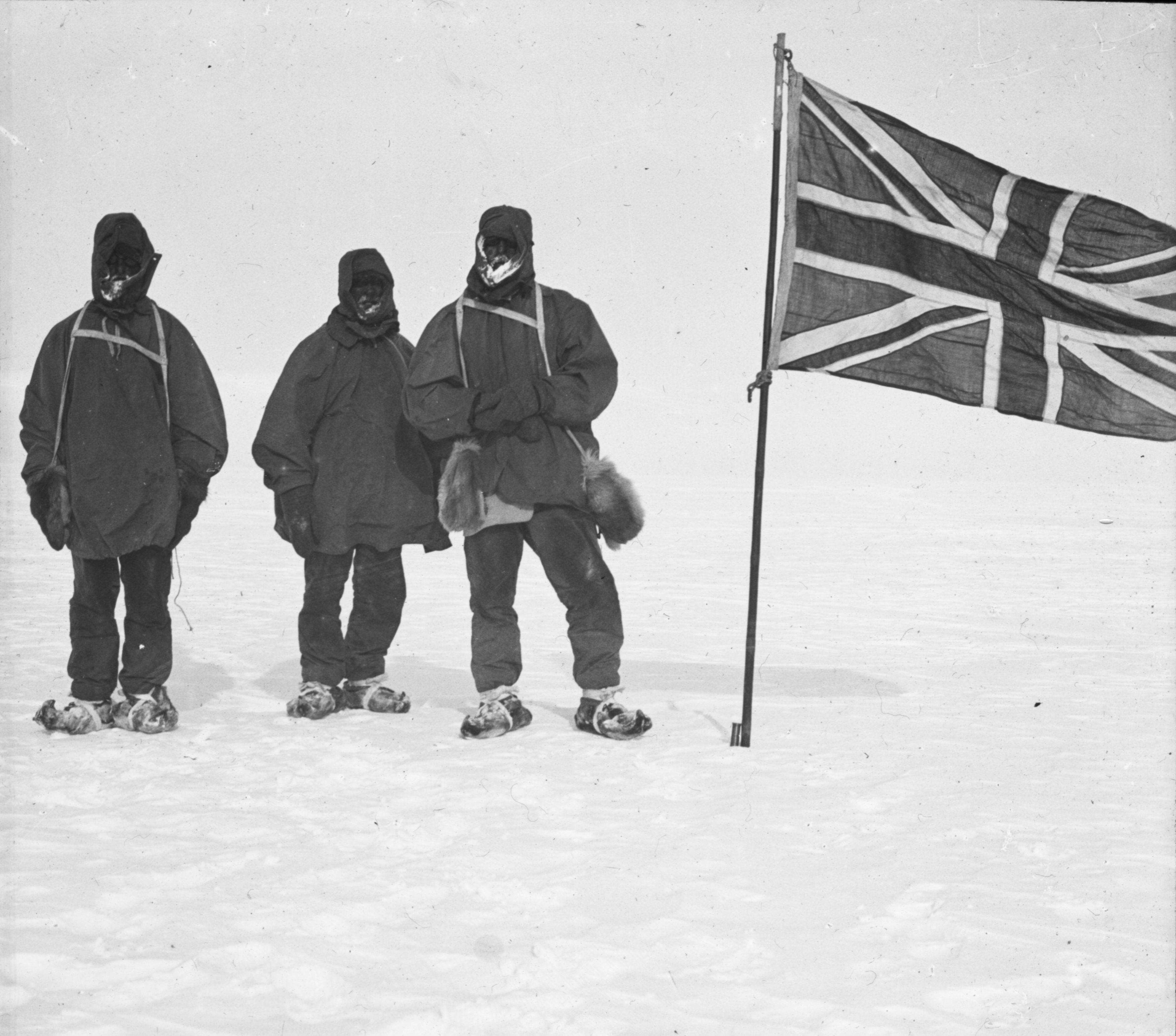
Спутники Шеклтона на 88°23' ю. ш. 9 января 1909 года. Фото Эрнеста Шеклтона

Район моря Росса мог считаться традиционным районом исследований Великобритании, поскольку ещё в 1841—1842 годах здесь действовал сэр Джеймс Росс. 27 января 1841 года он открыл два вулкана — Эребус и Террор, впоследствии остров, на котором они располагаются, был назван его именем. После этого Росс провёл свои суда вдоль Великого ледяного барьера и достиг бухты, в начале XX века названной Китовой.
Вновь исследователи появились в море Росса в 1901 году в ходе Британской экспедиции на «Дискавери» капитана Роберта Скотта, зазимовавшей в проливе Мак-Мердо. Близлежащий берег был назван им Землёй Эдуарда VII. В 1902 году Скотт, Эрнест Шеклтон и Адриан Уилсон попытались выступить в первый санный поход к Южному полюсу и достигли к 30 декабря точки 82°17’ ю. ш. Ввиду нехватки провианта и тяжёлых ледовых условий, экспедиционеры вынуждены были возвратиться. Скотт не ставил перед собой спортивных задач, рассматривая этот поход как испытательный: следовало опробовать различные технологии передвижения по ледяному покрову. Скотт был противником использования ездовых собак: считал, что они слишком прожорливы, в Антарктике нет дичи, чтобы их прокормить и т. д. (практика скармливания другим собакам павших или намеренно убитых животных, которую использовали норвежские экспедиции, была абсолютно неприемлемой для Скотта). В тот период Скотт считал, что единственной тягловой силой в южнополярном походе должны быть люди.
В 1908 году Шеклтон попытался пробиться к полюсу (это было главной задачей его экспедиции), используя новую тактику: в сани впрягались маньчжурские низкорослые лошади (англичане именовали их «пони»). Шеклтон считал, что опыт Скотта показал непригодность ездовых собак для антарктических условий. Однако после начала похода пони погибли от холода, и большую часть маршрута в 2800 км Шеклтону и спутникам пришлось идти пешком, не используя даже лыж. Выйдя из Мак-Мердо 29 октября 1908 года, Шеклтон и его команда (Фрэнк Уайлд, Эрик Маршалл и Джеймсон Адамс) 9 января 1909 года достигли 88°23' ю. ш., не дойдя до полюса 180 км (100 географических миль). Они разведали трассу на Полярное плато по леднику Бирдмора (назван в честь спонсора экспедиции). Команда английских и австралийских учёных достигла параллельно Южного магнитного полюса.

#### Проект Нансена

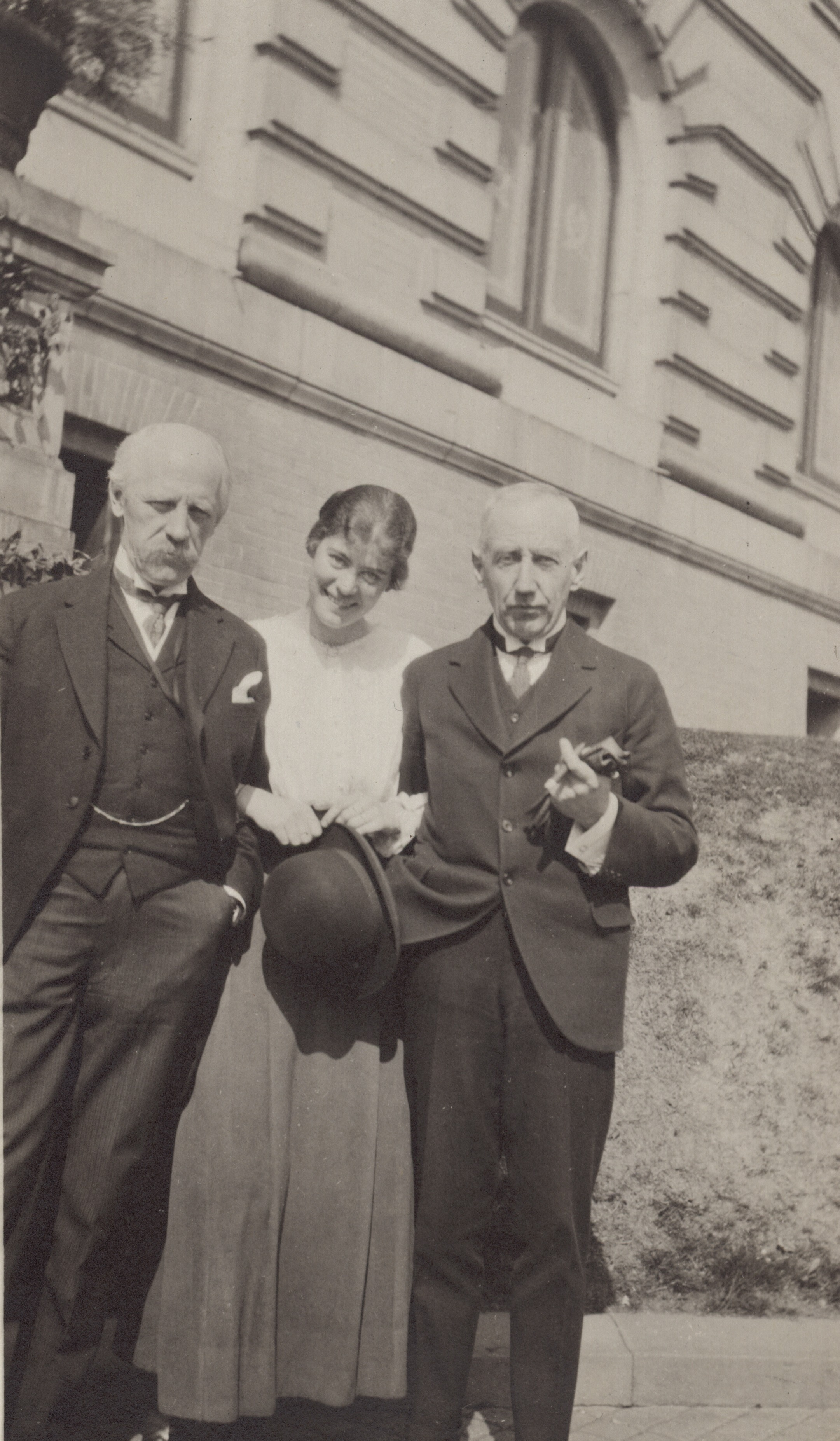
Фритьоф Нансен, Лив Нансен-Хейер (его дочь) и Руаль Амундсен

Фритьоф Нансен ещё до окончания обработки материалов Норвежской полярной экспедиции 1893—1896 годов планировал норвежскую экспедицию в Антарктиду. План Нансена был изложен на докладе в Королевском географическом обществе ещё в 1897 году. Нансен полагал, что успешная экспедиция к Южному полюсу должна состоять из двух отрядов: судового и берегового. Судовой отряд служит для транспортировки снаряжения и собак (числом около 100) и используется для океанографических исследований. Береговой отряд, отыскав базу для зимовки, совершит марш-бросок к полюсу. Экспедиция начала осуществляться, но «Фрам» казался неподходящим для новых планов Нансена (тем более что судно было занято в тот период экспедицией Свердрупа). В 1899 году Колин Арчер разработал проект нового южнополярного судна, но реализован он не был. Далее Нансен был загружен научной работой и политикой, и только в 1907 году решился вернуться к антарктическим планам. Он пришёл к выводу, что «Фрам» будет совершенно годным для экспедиции такого рода.
В письме сэру Клементсу Маркэму Нансен описывал дальнейшее:

В 1907 году я снова начал было заниматься своей подготовкой. Как раз в это самое время явился Амундсен и рассказал мне о своём плане — пройти на малом судне Беринговым проливом до кромки льдов, высадиться на лёд и проделать вместе с ним дрейф через Северный Ледовитый океан. Дрейфовать на судне он опасался. Я напрямую сказал ему, что одобрить его план не могу… Случись ему решиться на такую экспедицию, для этого есть одна возможность — проводить её на «Фраме», который построен специально для плавания во льдах. Но тогда возникнут трудности, потому что я сам собираюсь воспользоваться «Фрамом» для своей экспедиции к Южному полюсу. Тогда он спросил, не соглашусь ли я взять его с собой сперва в мою экспедицию, с тем чтобы после он мог получить «Фрам» для своего дрейфа в Ледовитом море.

Судьбу экспедиции Амундсена решила болезнь Евы Нансен — супруги Фритьофа Нансена, а также крайне сложные отношения между ними. В письме Амундсену от 2 апреля 1913 года Нансен писал:

…Ради Вас я принёс жертву, какой не приносил никому из живущих на свете, — отменил собственный поход к Южному полюсу, призванный стать заключительным аккордом моей карьеры как полярного исследователя, и отказался от «Фрама», дабы Вы могли осуществить свой дрейф через Северный ледовитый океан.

Уступка «Фрама» не являлась даром, а была передачей прав — полярное судно было государственной собственностью, и Амундсен становился первым в очереди претендентов на его использование. Роланд Хантфорд также считал, что планы Нансена были в значительной степени «иллюзиями».

### Подготовка

#### Планы Амундсена к 1909 году. Финансирование

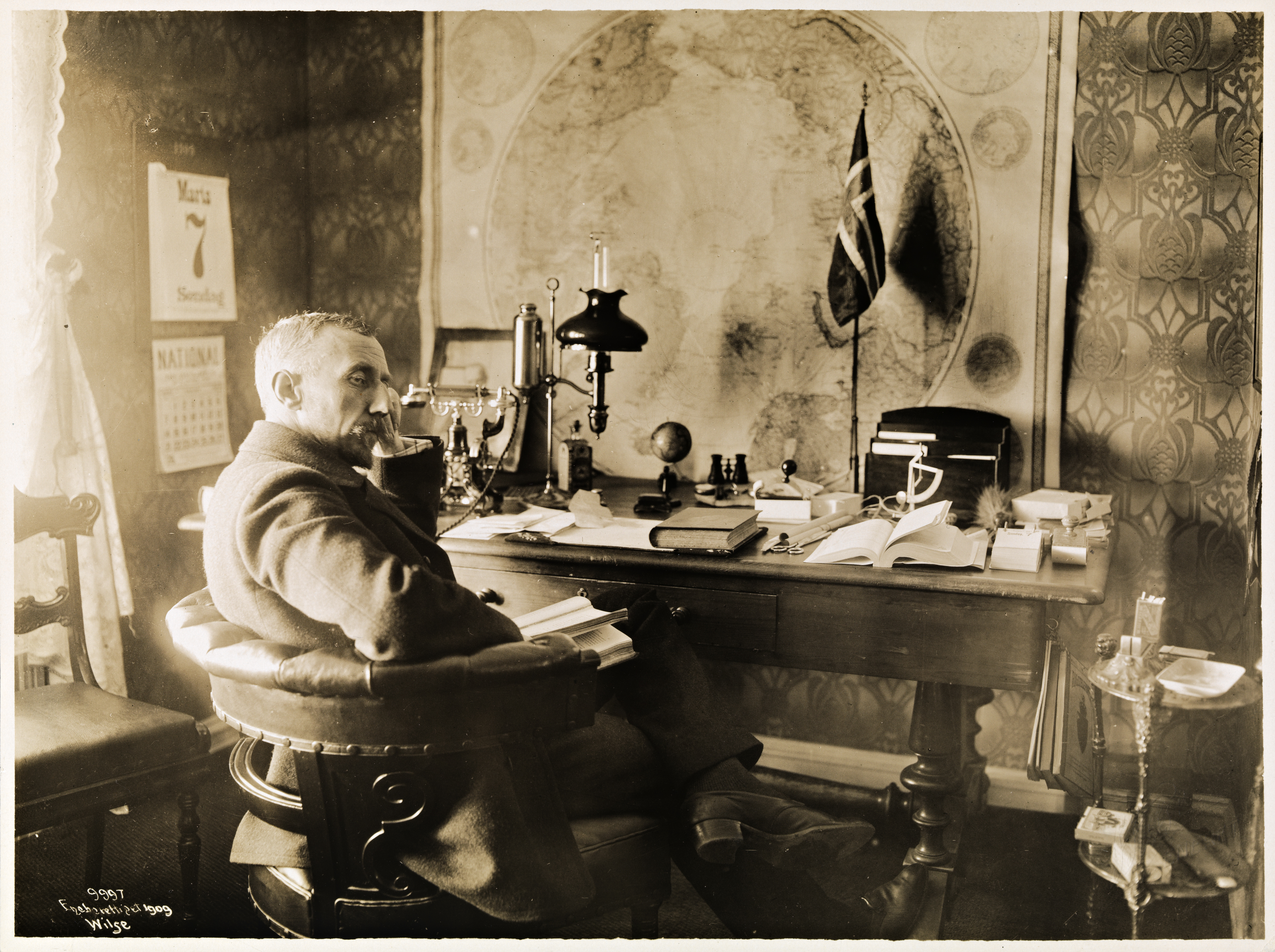
Амундсен в своём кабинете в усадьбе «Ураниборг»

10 ноября 1908 года план Амундсена был оглашён общественности. Амундсен объявил, что экспедиция планируется продолжительностью в 4—5 лет. «Фрам» должен был отплыть в начале 1910 года, пересечь Атлантический и Тихий океаны, доукомплектоваться в Сан-Франциско, чтобы к августу того же года быть на мысу Барроу, оттуда пройти на север и вмёрзнуть в паковые льды, готовые вынести «Фрам» за Северный полюс к северному побережью Гренландии. По настоянию Нансена 20 апреля 1907 года стортинг ассигновал 40 000 крон для погашения задолженностей Амундсена по экспедиции на «Йоа», после чего в 1907—1908 годах он провёл турне по США, принёсшее достаточное количество средств. 11 ноября король Хокон VII и королева Мод пожертвовали экспедиции 30 000 крон. Однако объявленная подписка не дала достаточно средств, стортинг 66-ю голосами против 42 отклонил предложение о субсидии (Амундсен после этого назвал норвежский парламент «сборищем Иуд»). Ф. Нансен в январе 1909 года основал специальный комитет для финансирования экспедиции. Наконец, постановлением стортинга от 9 февраля 1909 года «Фрам» был передан Амундсену, одновременно было ассигновано 75 000 крон для ремонта и оснащения судна. Решение было принято 87 голосами против 34.
Общий бюджет экспедиции был запланирован в 400 тыс. крон, к 1909 году удалось собрать не более 100 тыс. — четверть требуемой суммы. К маю 1910 года финансовый дефицит Амундсена достиг 150 тыс. крон, при этом неоткуда было взять средств даже для обратного рейса «Фрама». Спонсор неожиданно нашёлся в Аргентине: это был магнат-скотовод дон Педро Кристо́ферсен, переселившийся в Новый свет в 1876 году. Его брат Кристофер Кристоферсен стал в 1910 году норвежским послом в Аргентине, а до того занимал пост министра иностранных дел (в 1908—1910 годах) и был близко знаком с Нансеном. Дон Педро безвозмездно обеспечил «Фрам» керосином и необходимыми припасами. Тем не менее, Амундсен залез в долги и был вынужден заложить свой дом за 25 тыс. крон.

#### «Полярная гонка»
Термин «полярная гонка» был введён Робертом Пири в интервью газете «Daily Mail» 13 сентября 1909 году. В этом номере были опубликованы планы экспедиции Скотта с комментариями известных полярников. Пири, кроме всего прочего, заявил:

Можете мне поверить на слово: гонки к Южному полюсу, которые начнутся между американцами и британцами в ближайшие семь месяцев, будут напряжёнными и перехватывающими дыхание. Таких гонок мир ещё никогда не видел.

Амундсен к тому времени уже принял решение отказаться от северополярных планов (хотя бы временно): 1 сентября 1909 года старый друг и соратник Амундсена Фредерик Кук официально объявил о достижении Северного полюса 21 апреля 1908 года. 7 сентября того же года о достижении Северного полюса объявил Роберт Пири: по его заявлению, это произошло 6 апреля 1909 года. В прессе упорно муссировались слухи, что следующей целью Пири будет Южный полюс, аналогичные экспедиции готовили: во Франции — Жан-Батист Шарко, в Германии — Вильгельм Фильхнер, в Японии — Нобу Сирасэ. Готовились экспедиции в Бельгии и Австралии (Дуглас Моусон). Никто из них, включая Р. Скотта, не называл конкретных дат начала экспедиции.
В день объявления Пири, 7 сентября 1909 года, Амундсен выехал в Копенгаген, где тогда с лекционным турне находился Кук. Вероятно, в результате разговора с ним, 9 сентября Амундсен сделал заказ компании «Королевская гренландская торговля» на приобретение 100 ездовых гренландских лаек, 14 полных комплектов эскимосской меховой одежды, полярной обуви, материалов для её ремонта, необработанных оленьих шкур и т. п. Первоначально предполагалось всё это закупить на Аляске. Тем самым становится понятно, что по крайней мере, 9 сентября 1909 года Амундсен решился на штурм Южного полюса. По мнению Р. Хантфорда, Амундсен своим заказом лишил Скотта доступа к гренландским собакам, поскольку датское министерство внутренних дел выпустило циркуляр о сохранении поголовья ездовых животных в своей колонии.

#### Новый план Амундсена

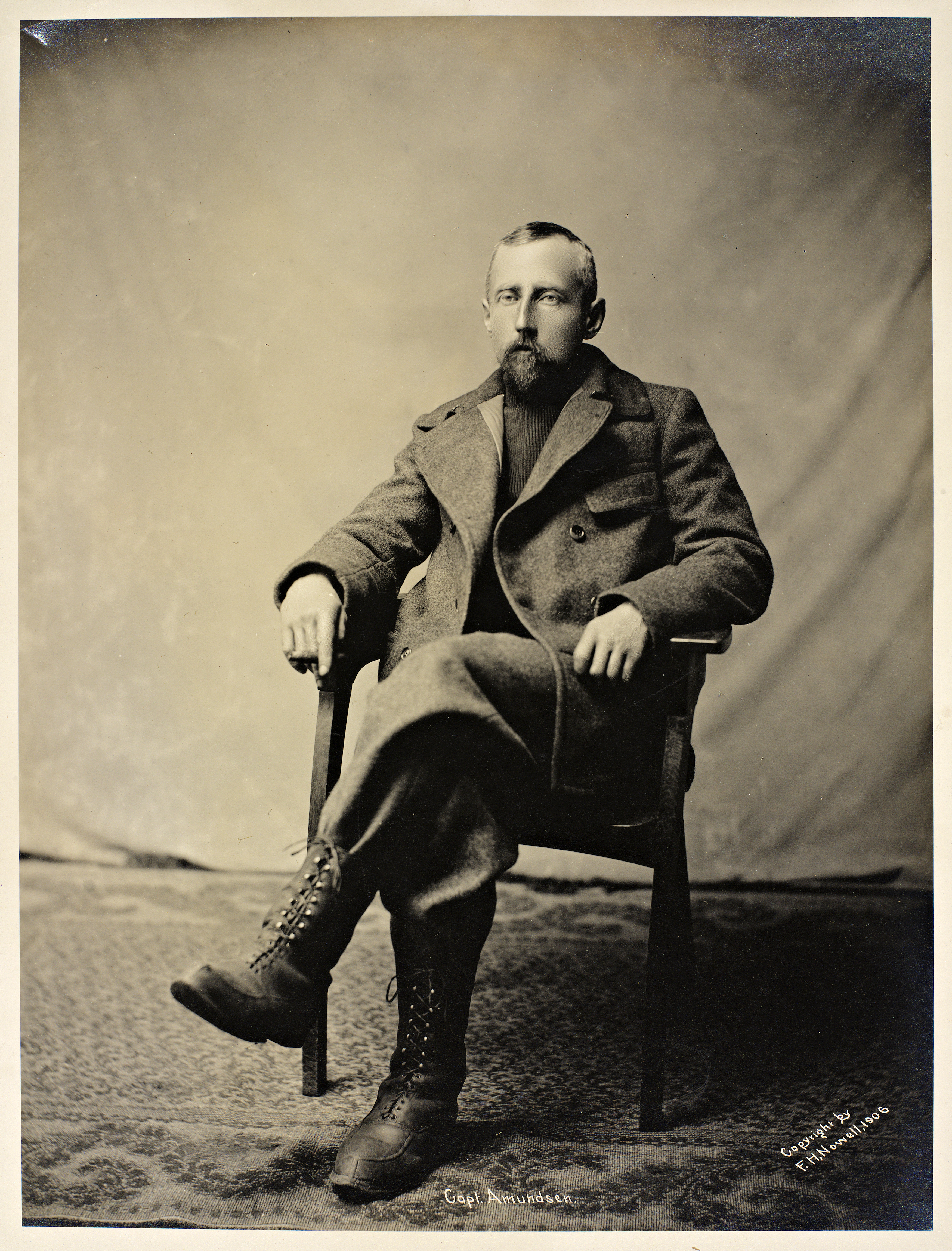
Руаль Амундсен

В изменившихся условиях Амундсен решил действовать скрытно: накануне выхода в море о его истинных планах знало только 7 человек. Новый план выглядел так: выход из Кристиании не позднее августа 1910 года, первый и единственный заход в порт — на острове Мадейра, где предстояло объявить команде истинные намерения командира. Далее — путь в Антарктику через Атлантический и Индийский океаны под парусами к Австралии с тем, чтобы пробиться к Ледяному барьеру не позднее нового 1911 года. База была выбрана заблаговременно — Китовая бухта, в своё время отвергнутая Шеклтоном, давшим ей имя. По плану высадка команды должна была произойти 15 января 1911 года. Высадив зимовочный отряд в 10 человек, с разобранным домом, 100 собаками и запасами топлива и провианта на два года вперёд, «Фрам» должен был уйти в Буэнос-Айрес, ставший главной базой морского отряда экспедиции. Вернуться он должен был в октябре 1911 года, дальнейшие планы должны были определить на месте.

Я не так уж плохо рассчитал график, об этом говорит заключительная фраза моего плана: «…последние участники перехода к полюсу вернутся 25 января». Именно 25 января 1912 года мы возвратились к Фрамхейму…

Всю первую половину 1910 года Амундсен вёл уединённый образ жизни, вообще не показываясь на публике. Необходимые работы по экспедиции велись прямо на его вилле «Ураниеборг» в Буннефьорде. На Пасху в Норвегию приехал Роберт Скотт, чтобы испытать моторные сани для экспедиции «Терра Нова» и встретиться с Нансеном и Амундсеном — ведущими полярниками мира, проконсультироваться с ними и обменяться информацией: Скотт рассчитывал, что его экспедиция в Антарктиде и арктическая команда Амундсена будут действовать по единому научно-исследовательскому плану. Амундсен не ответил на письма и телеграммы Скотта, а также на его телефонные звонки. Это отличалось от поведения Вильгельма Фильхнера, который перед отправлением германской экспедиции в Море Уэдделла специально ездил к Скотту в Лондон договариваться о намерениях. Перед этим британцы обвинили его в «нечестной конкуренции».

### Экспедиционное судно

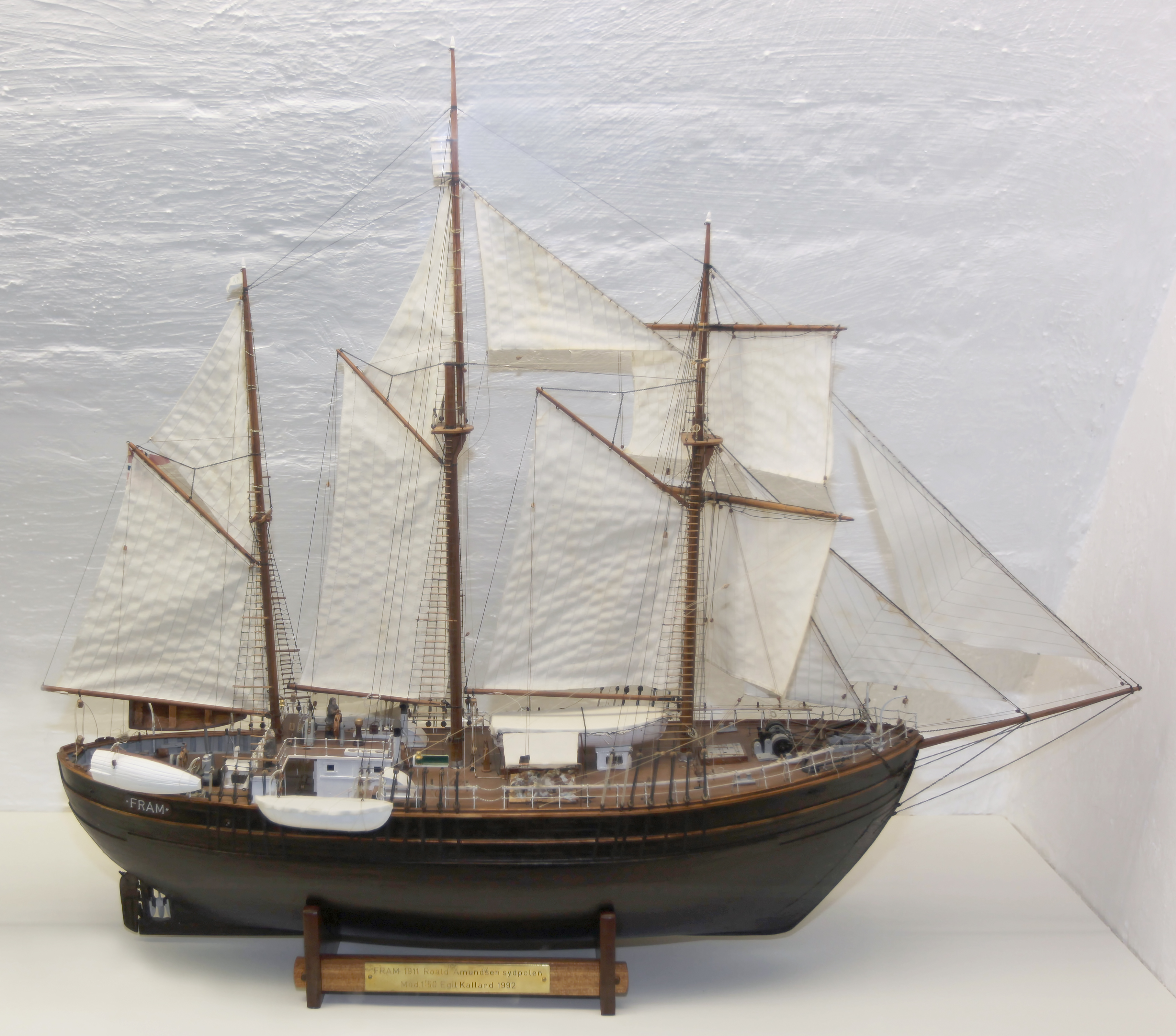
Макет «Фрама», показывающий его вид и парусное вооружение после перестройки

Реконструкция «Фрама» была рекомендована ещё в 1902 году Отто Свердрупом, но судно было поставлено на прикол, лишившись всего парусного вооружения в пожаре 1905 года. После переговоров между руководством военно-морской верфи Хортена и Амундсеном 9 марта 1909 года был заключён договор о переоборудовании «Фрама»: Колин Арчер к тому времени отошёл от дел, но успел провести 1 июня 1908 года генеральную ревизию судна. Выяснилось, что обшивка кают была поражена грибком и начала гнить. Подверглись поражению грибком балки верхней палубы и т. п. Нижняя палуба хорошо сохранилась, дубовые конструкции не подверглись гниению, но все еловые панели в трюмах были поражены грибком. Угольные ямы также были поражены гниением, то же самое касалось степсов мачт. Осенью 1909 года «Фрам» был введён в док, корпус был основательно очищен и полностью окрашен в чёрный цвет. Были удалены все деревянные панели и внутренняя обшивка корпуса, все новые деревянные части были пропитаны фенолом или смолой. Были изготовлены новые мачты и оснастка, однако на новые паруса не хватило денег, и потому «Фрам» отправился в путь с некомплектом.

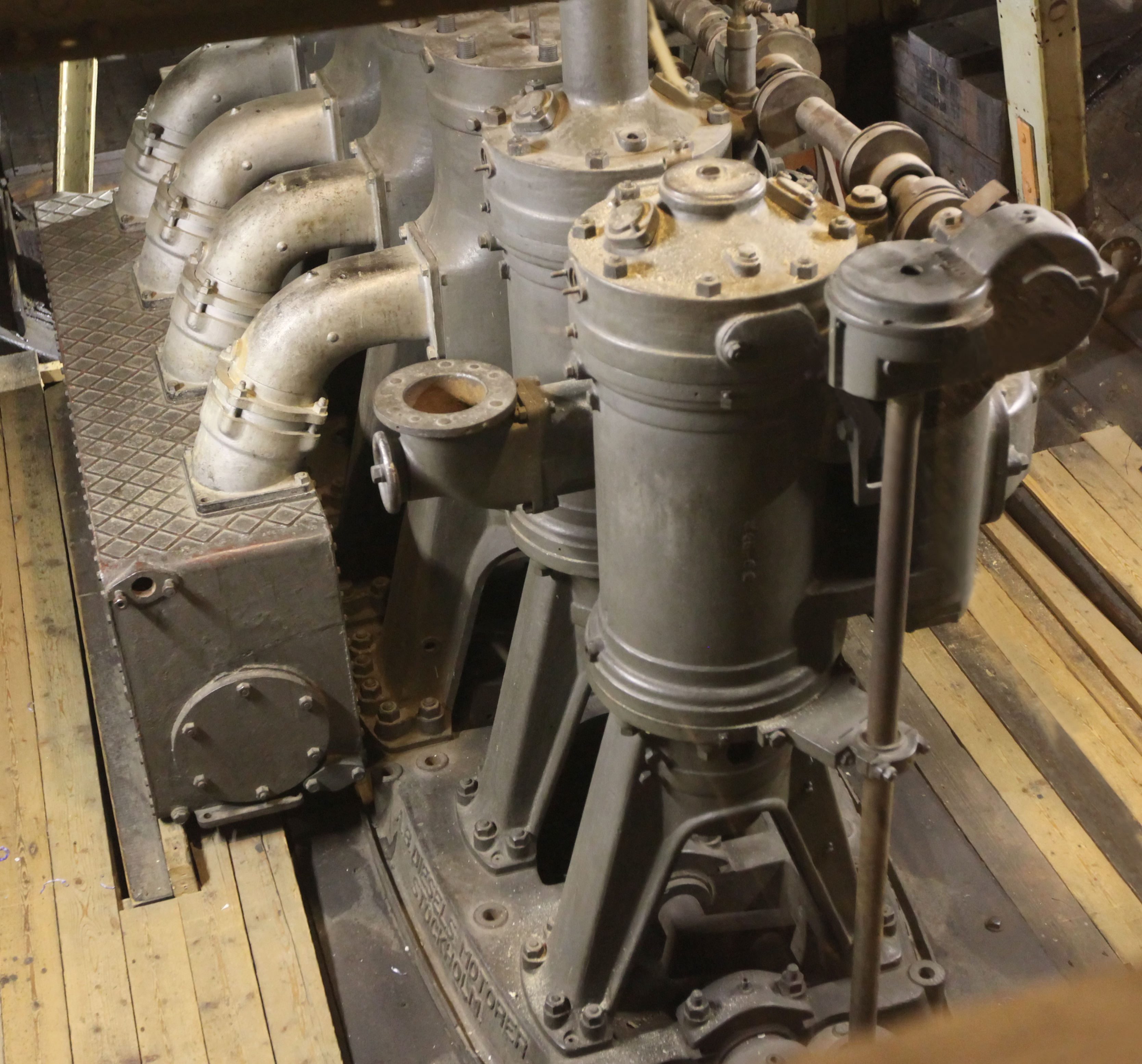
Дизель «Фрама», экспонируемый в музее

Главным изменением была замена двигателя. Паровая машина, служившая Нансену и Свердрупу, была заменена четырёхтактным двухцилиндровым дизельным двигателем с реверсивной тягой. Соответственно, ненужными оказывались угольные ямы, но требовались цистерны на 90 тонн керосина и смазочных материалов, их разместили в бывшей котельной. Баки заполнялись через верхнюю палубу посредством насоса и вентилей с горловинами. Соединительных труб между топливными танками не было. Расходный топливный бак располагался непосредственно в машинном отделении и имел асимметричную форму. Дизельный двигатель имел водяное охлаждение. Он был построен в Стокгольме конструктором Кнутом Сундбеком и развивал 180 л. с. при 280 об/мин. Расход керосина был 7¾ унций на 1 л. с./час. (около 1200 л/сут.). При запасе керосина в 90 тонн дизель «Фрама» мог безостановочно работать 2273 часа (95 суток), обеспечивая скорость 4,5 узла. Однако из-за особенностей конструкции требовалось использование маленького винта (5 футов 9 дюймов = 1,7 м диаметром), малоэффективного в штормовую погоду. Выхлопные газы отводились в трубу, проходящую через кормовую кают-компанию. Выхлоп регулировался по направлению ветра. От главного дизеля работала большая трюмная помпа и вентиляторы машинного отделения для работы в тропиках.
Жилые помещения под кормовой полупалубой (8 кают и салон) предназначались для офицерского состава. Носовая кают-компания и жилые помещения в палубной надстройке на баке предназначались для матросов. Камбуз был общий, пища, подаваемая в обоих салонах, — одинаковая. Жилые помещения на юте не имели вентиляции и естественного освещения, поэтому в плавании в экваториальной зоне при работающем дизеле превращались в душегубку. Носовые помещения были более комфортабельными для тропиков, но холодными для полярных широт. Теплоизоляция кают была обновлена: каюты на носу были обиты пробкой и двойной деревянной панелью со слоем просмолённого войлока, каюты на корме были обиты пробкой. Пол — везде покрыт линолеумом. На носу «Фрама» было устроено специальное помещение для хранения мехов, окованное цинковыми листами. За ним располагался шпилевой отсек, оснащённый одноцилиндровым двигателем внутреннего сгорания. Передач было две: ремённая и цепная (предполагалась как аварийная для высоких широт). Мостик был дополнен штурманской кабиной, отапливаемой охлаждением дизеля. Для отопления и освещения жилых помещений использовался керосин (200-свечовые газокалильные лампы «Люкс»). Электрооборудование с «Фрама» было демонтировано ещё в 1896 году, баки для осветительного керосина располагались на кормовой полупалубе. Была заменена бизань-мачта, имевшая трещину у степса. Из старой бизани был сделан новый бушприт и бом-кливер. Общая площадь парусов по проекту — 6640 кв. футов (616 м²).

«Фрам»
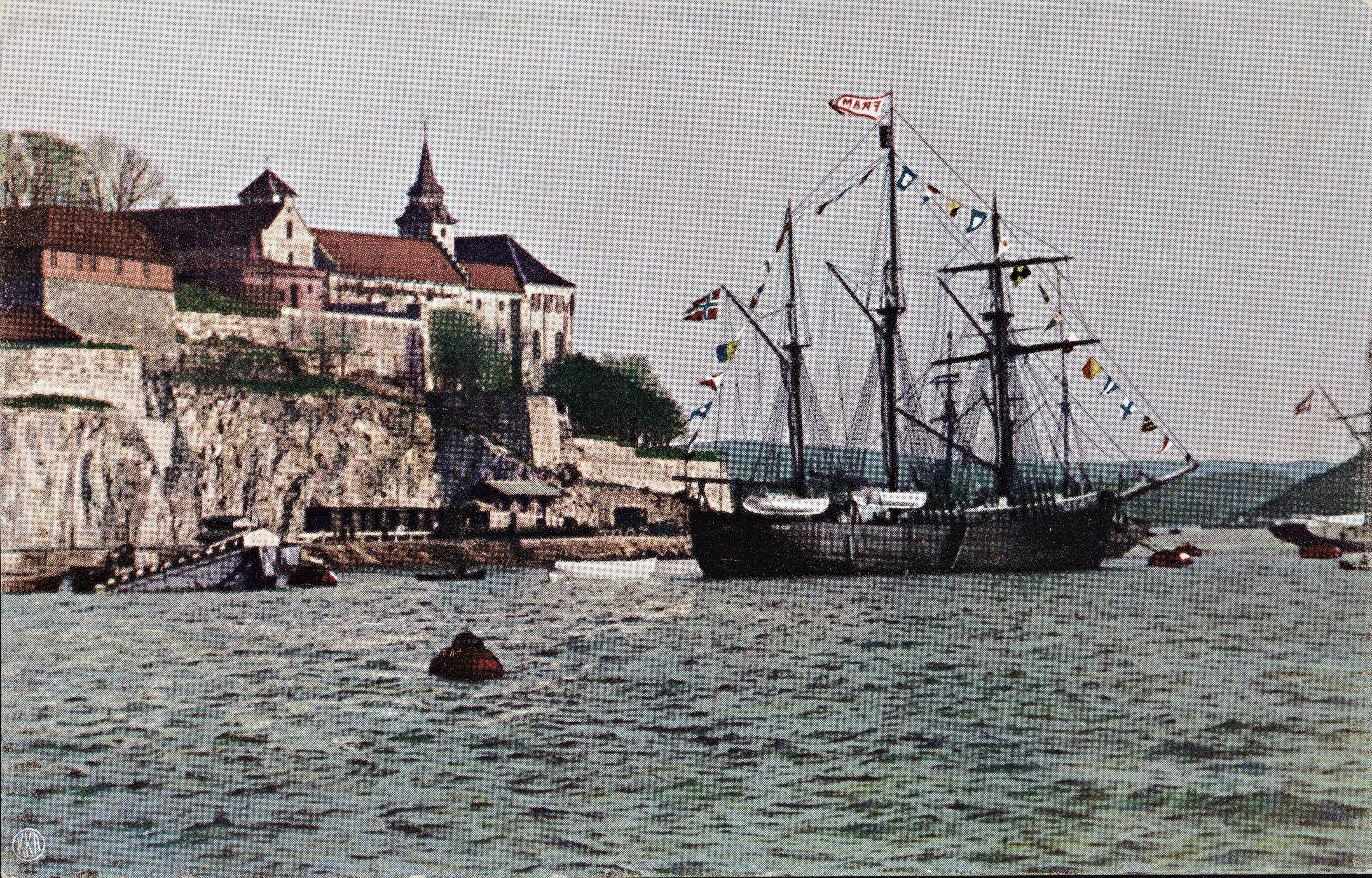
«Фрам» в Акерсхусе в мае 1910 года
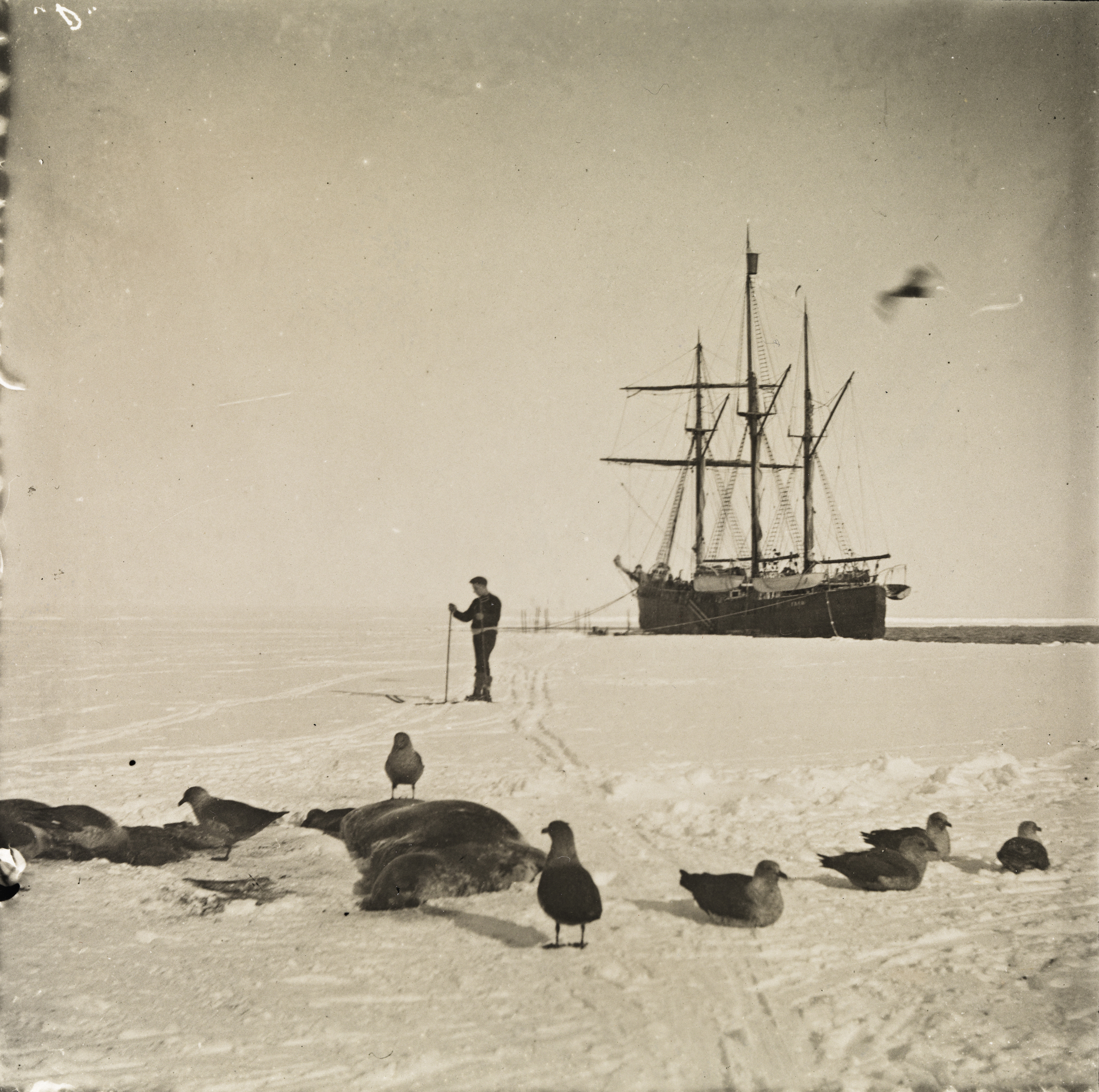
У ледяного припая в Китовой бухте. Январь 1911 года
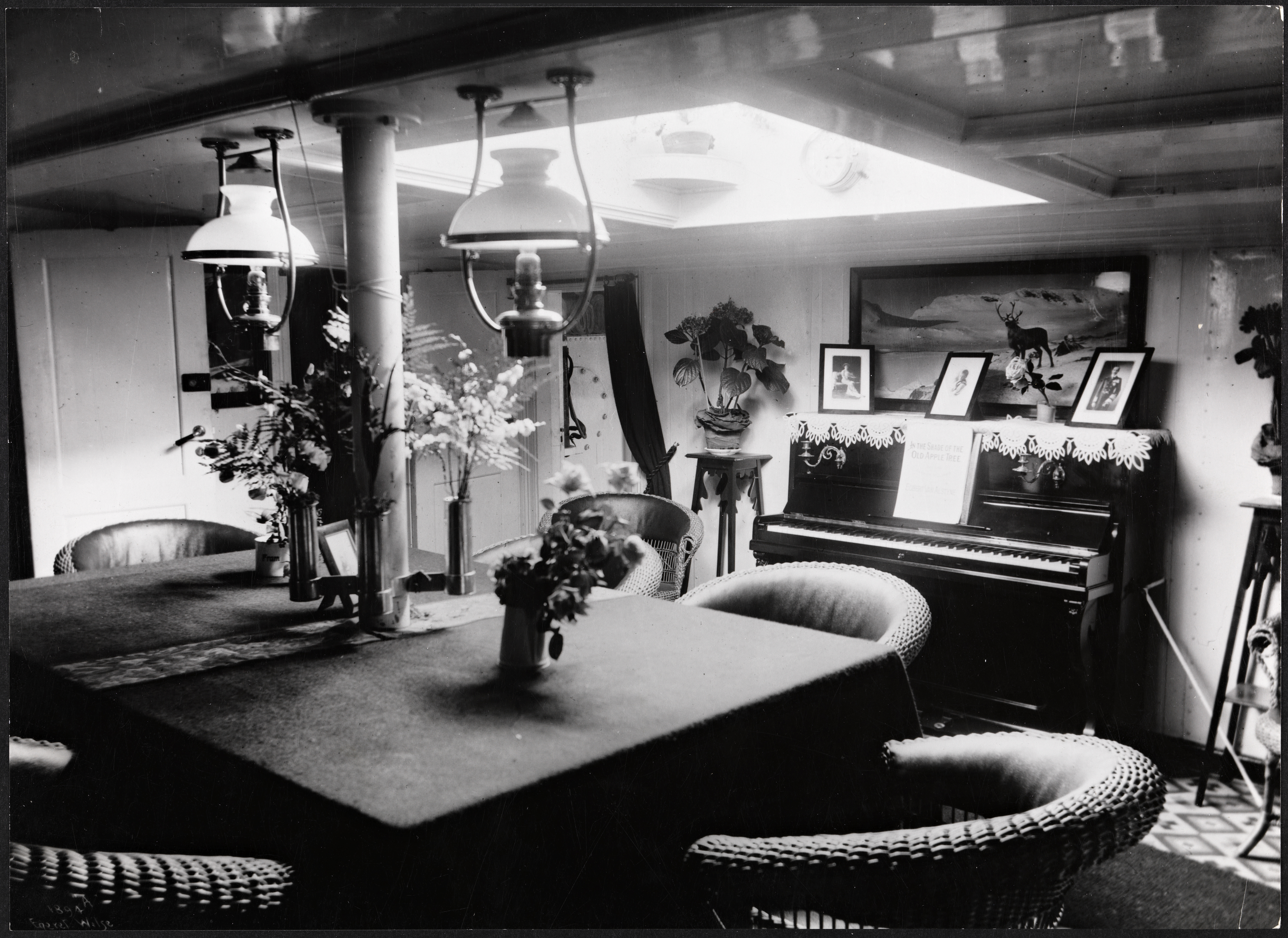
Офицерская кают-компания
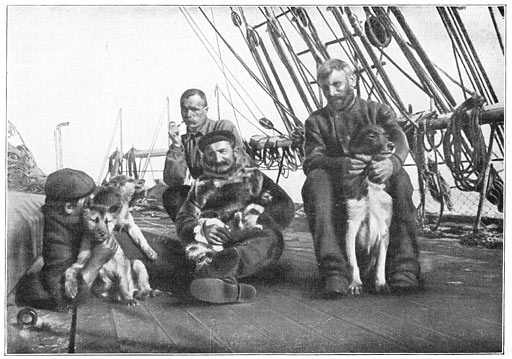
Собаки на палубе

Все внутренние помещения судна и переборки были обшиты тремя слоями досок с изоляцией из пробки. Фальшборт был обнесён прочной сеткой, чтобы предотвратить падение собак с палубы. Изнутри он был зашит досками. Вся палуба была накрыта тентом с отверстиями для парусных работ. Это было необходимо для защиты собак от солнца и дождя в тропических широтах. Для перевозки собак палуба была перекрыта дощатыми щитами, расположенными в двух дюймах от основной палубы. Это обеспечивало циркуляцию воздуха, позволяло держать собак в сухости даже в штормовую погоду и очищать щиты от экскрементов.
После выхода из Кристиании весной 1910 года осадка «Фрама» достигала 17 футов на носу и 19 футов 5 дюймов на корме, что соответствовало водоизмещению 1100 т.

### Снаряжение

#### Провиант и нужды команды
Амундсен всецело следовал опыту Нансена и своему собственному. Выбор консервов полностью повторял рекомендации Нансена, все припасы были тщательно запаяны в жестяные банки и упакованы в деревянные ящики (более 900 их будет выгружено в Антарктиде). Некоторые консервные фабрики Норвегии и США предоставляли большие партии своей продукции безвозмездно — в рекламных целях, что было важно для стеснённого в средствах Амундсена. Пеммикан делался по новому рецепту — с добавлением овощей и овсяной крупы. Данный продукт предназначался для норвежской армии: вооружённые силы надеялись проверить новый рацион в экстремальных условиях. Армия и в дальнейшем снабжала Амундсена необходимым снаряжением: ему было поставлено 200 списанных одеял, из которых были сшиты лыжные костюмы. Армия предоставила ветрозащитные костюмы, нижнее бельё, штормовые костюмы, сапоги и ботинки, а также большие (всего 15 на 16 мест каждая) и малые армейские палатки.
Для нужд команды спонсоры предоставили библиотеку (около 3000 томов), писчебумажные принадлежности, игральные карты, граммофон с набором записей, большое количество табачных изделий и спиртных напитков. Амундсен иначе, чем Нансен, смотрел на употребление в экспедициях алкогольных напитков:

Вопрос об алкоголе в полярных путешествиях обсуждался часто. Лично я считаю алкоголь в умеренных количествах лекарством для полярников. Речь идёт, конечно, о людях, находящихся на зимовке. Другое дело — санные переходы. Тут алкоголю не место, как мы все знаем по опыту… надо считаться с весом снаряжения.

Норма потребления спиртного составляла: стопка + 15 капель водки по средам и воскресеньям и стакан пунша в субботу вечером. По праздникам полагалась добавка. После штормовых вахт выдавали пунш.

#### Оснащение санного похода

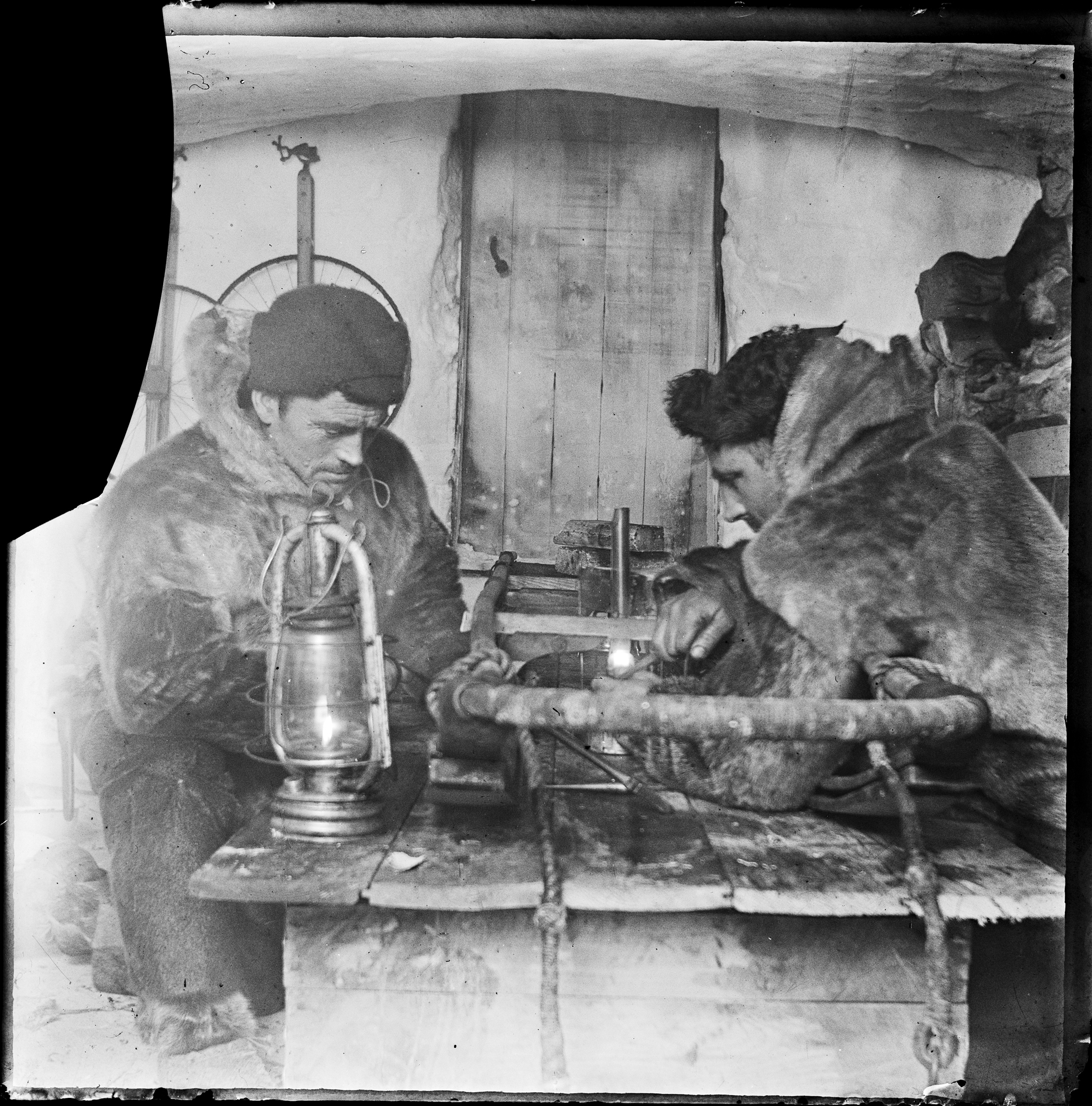
Хельмер Хансен и Оскар Вистинг работают над усовершенствованием нарт

В июле 1910 года в Норвегию было доставлено 100 гренландских лаек. Основой корма для собак были 20 тонн сушёной трески, полученной от аптекаря Фрица Цапфе из Тромсё. Собак разделили на упряжки по десять, подобрав туда животных, ладящих друг с другом. Кормил и тренировал упряжку её будущий каюр из береговой команды. Личная упряжка Амундсена разместилась на капитанском мостике. Экспедиция имела десять нарт конструкции Нансена, длиной 3,5 м. Они были построены из ясеня, оснащены стальными полозьями и предназначались для любых форм рельефа. Собственный их вес равнялся 80 кг. Лыж было взято 20 пар (из ореховой древесины длиной 2,4 м) — возможно более длинных для пересечения трещин в ледниках и ещё 10 пар снежных лыж-ракеток. Каждый полярник имел два комплекта походной одежды: для сверхнизких (эскимосские, трёхслойные — из оленьих шкур) и умеренно низких температур — сшитый из шерстяных одеял (сверху накидывались штормовки). На всякий случай было взято 250 обработанных оленьих шкур из Лапландии. Обувью каждый член экспедиции должен был обеспечить себя сам. Амундсен заказал солнечные очки конструкции Фредерика Кука, которые напоминали современные лыжные очки: имели прорезь для вентиляции, плотно прилегали к переносице, давали широкий обзор, не запотевали; можно было также использовать сменные светофильтры. В результате в экспедиции не было случаев снежной слепоты.
Научным оснащением экспедиции занимались Нансен и профессор Б. Хелланн-Хансен. «Фрам» был заново оснащён океанографическим оборудованием. Амундсен, Преструд и Ертсен прошли курс океанографии на биологической станции в Бергене. Метеорологическим оборудованием «Фрам» оснастил профессор Х. Мон, однако на зимовке выяснилось, что барографы и термографы не переносят низких температур (Амундсен иронически писал, что термограф в результате показывал график изменения температур на камбузе экспедиционной базы. Имелись также два анероида и два гипсотермометра. Для геофизических исследований имелся маятниковый прибор. Навигационное оборудование включало теодолит, два секстанта, три искусственных горизонта (из них один ртутный), бинокли Цейса, четыре спиртовых компаса.
Существенной частью снаряжения был дом для зимовки, построенный в саду усадьбы Амундсена в 1910 года братьями Хансом и Йоргеном Стубберудами, причём Йорген был включён в состав экспедиции. Официально дом назывался для прессы «Обсервационной будкой», так как план похода в Антарктику скрывался. Это вызывало много недоумения:

Обычно под наблюдательным пунктом разумеют относительно простое сооружение, в котором можно укрыться от непогоды и ветра. Наш дом был на диво капитальным: тройные стены, двойной пол и потолок. Меблировка — десять удобных коек, плита и стол, к тому же с новёхонькой клеёнкой.
— Ну, ладно, я ещё могу допустить, что им хочется наблюдать в тепле и с удобствами, — говорил Хельмер Хансен, — но клеёнка на столе, этого я не понимаю.

Дом имел размер 8 на 4 м в длину и ширину, высота от конька крыши до пола 4 м. Жилой отсек имел площадь 24 м², там располагался общий стол и 10 коек вдоль стен (шесть с одной стороны и четыре с другой в два яруса).

### Команда

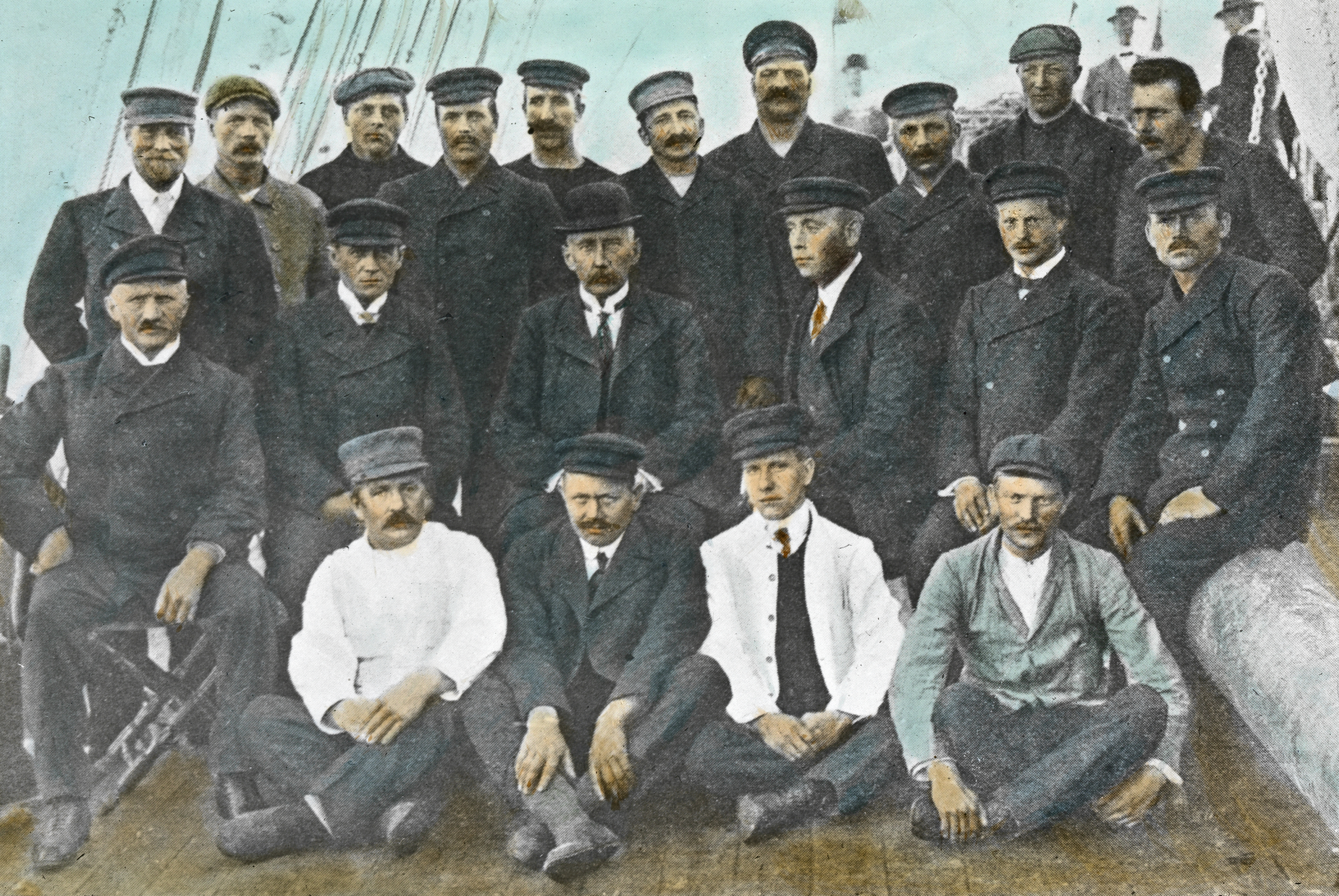
Команда «Фрама» в Хобарте 7 марта 1912 года.
Стоят в заднем ряду: С. Хассель, Л. Хансен, Ф. Штеллер, О. Бьолан, Х. Кристенсен, М. Рённе, А. Бек, О. Вистинг, Х. Хальворсен, К. Сюндбек.
Сидят в среднем ряду: Я. Юхансен, К. Преструд, Р. Амундсен, Т. Нильсен, Я. Ертсен, Х. Хансен.
Сидят на переднем плане: А. Линдстрём, Й. Стубберуд, К. Ульсен, А. Ульсен

Амундсен строго подошёл к подбору экипажа. Он отбирал людей, способных работать в команде, подчиняться строгой дисциплине, опытных лыжников и каюров, привыкших работать в условиях полярных стран. Командир не хотел иметь в полюсной команде учёных, могущих посягнуть на его авторитет. Одним из вопросов, который Амундсен задавал на собеседовании, был знают ли родители и жена о планах кандидата на поход к полюсу. На борту «Фрама» не было врача, поскольку Амундсен основывался на неудачном опыте предыдущих экспедиций Нансена и Свердрупа: медик, имевший доступ к наркотикам в судовой аптеке, во время длительных зимовок становился наркоманом. Кроме того, по опыту пересечения Северо-Западного прохода, Амундсен пришёл к выводу, что серьёзное заболевание или травма в условиях полярной изоляции едва ли будет по плечу самому опытному специалисту. Самым серьёзным заболеванием во время экспедиции было обострение геморроя, произошедшее у Амундсена. Помощник командира Фредерик Яльмар Ертсен прошёл курс обучения на дантиста и фельдшера, который умел зашивать раны и накладывать лубки на сломанные кости:

Удивительно быстро и уверенно Ертсен справлялся с самыми сложными случаями. Всегда ли его лечение шло на пользу пациенту — это другой вопрос, который я оставлю без ответа. Зубы он рвал с ловкостью фокусника. Раз — он показывает пустые щипцы, два — в этих щипцах уже торчит большой коренной зуб. Судя по крикам, операция эта проходила не совсем безболезненно.

При отплытии в августе 1910 года на борту «Фрама» было 20 человек, один из них участвовал в экспедиции Нансена, двое — в экспедиции Свердрупа, трое — в экспедиции Амундсена на «Йоа». Состав берегового отряда Амундсен объявил 1 декабря 1910 года.

#### Береговой отряд

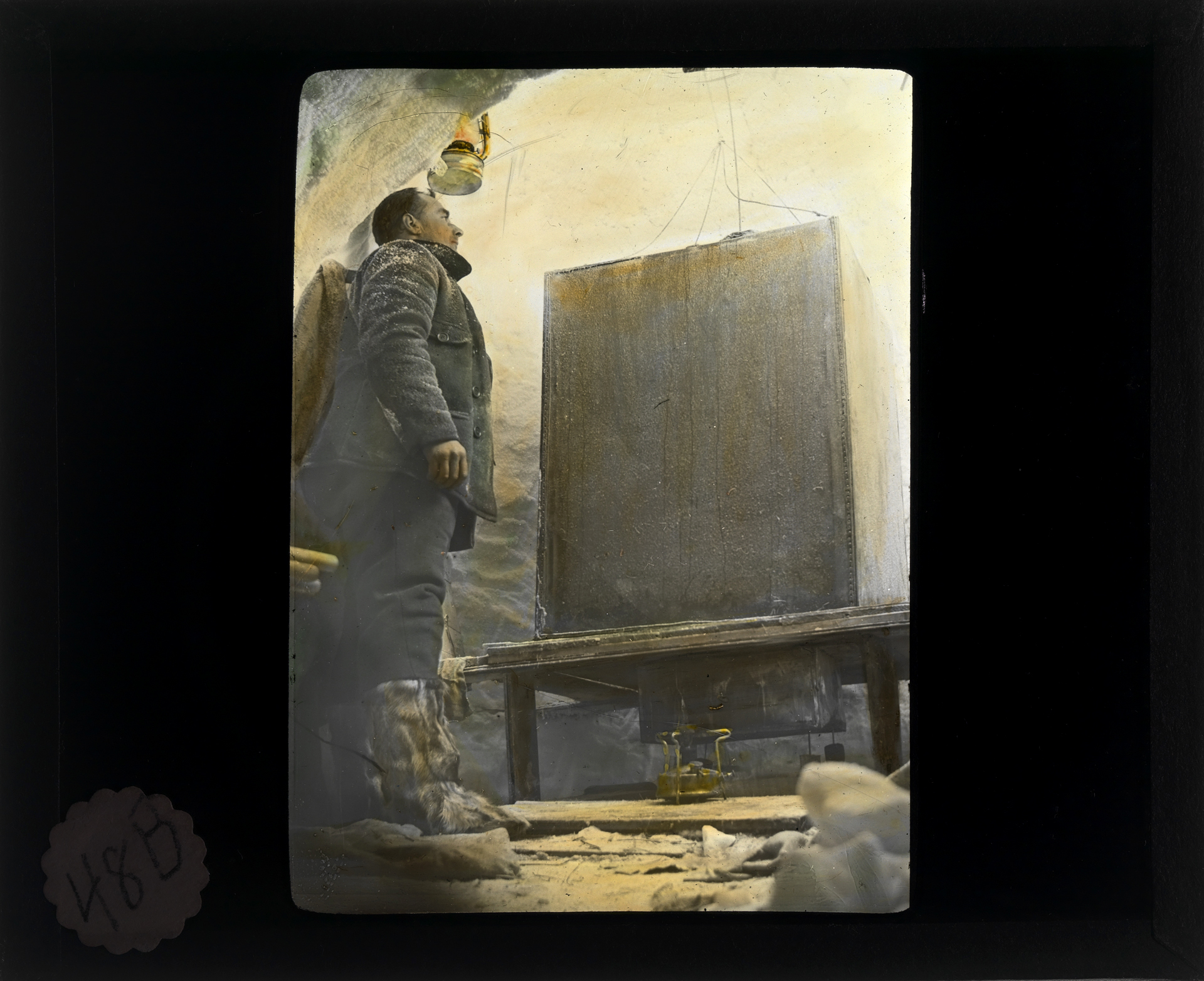
Сверре Хассель нагревает паровую баню при помощи примуса. «Фрамхейм», антарктическая зима 1911 года

1. Руаль Амундсен (норв. Roald Amundsen) — начальник экспедиции, начальник санной партии в походе к Южному полюсу.
2. Олаф Бьолан (норв. Olav Bjaaland) — опытный лыжник и плотник.
3. Оскар Вистинг (норв. Oscar Wisting) — лыжник и каюр. Служил артиллеристом на Хортенской верфи. Амундсен взял его в команду, несмотря на то что Вистинг не умел ходить на лыжах и обращаться с собаками, но быстро всему научился.
4. Йорген Стубберуд (норв. Jørgen Stubberud) — плотник, участник похода к Земле короля Эдуарда VII.
5. Кристиан Преструд (норв. Kristian Prestrud) — лейтенант ВМФ Норвегии, непосредственный начальник Вистинга на Хортенской верфи, начальник санной партии к Земле короля Эдуарда VII. В экспедиции проводил метеорологические и прочие измерения.
6. Фредерик Яльмар Йохансен (норв. Fredrik Hjalmar Johansen) — капитан запаса норвежской армии, участник Норвежской полярной экспедиции в 1893—1896 годах, единственный член команды, включённый в неё по настоянию Нансена. Самый опытный каюр в экспедиции.
7. Хельмер Хансен (норв. Helmer Hanssen) — лыжник.
8. Сверре Хассель (норв. Sverre Hassel) — лыжник.
9. Адольф Хенрик Линдстрём (норв. Adolf Henrik Lindstrøm) — кок и провиантмейстер.

#### Судовой отряд
Список команды уточнён по монографии Чарльза Джонсона.
1. Торвальд Нильсен (норв. Thorvald Nilsen) — старший лейтенант ВМФ Норвегии, командир «Фрама», единственный член команды, изначально[Прим. 1] посвящённый в истинные цели экспедиции[58].
2. Фредерик Яльмар Ертсен (норв. Fredrik Hjalmar Gjertsen) — первый помощник командира, лейтенант ВМФ Норвегии. Исполнял также обязанности судового врача. Изначально Амундсен хотел взять помощником командира Оле Энгельстада, но в 1909 году тот был убит молнией во время исследований атмосферы[62].
3. Людвиг Хансен — матрос.
4. Карениус Ульсен — кок, юнга (самый молодой участник экспедиции, в 1910 году ему было 18 лет).
5. Мартин Рихард Рённе — парусный мастер. В первую очередь был нанят для шитья обтяжки воздушного змея, но остался в команде[62].
6. Сандвинг — кок. Был списан на берег в Фуншале из-за «неуживчивого характера»[63].
7. Кнут Сундбек — швед по национальности, судовой механик (инженер, создавший дизельный двигатель для «Фрама»), сотрудник фирмы Рудольфа Дизеля. Первоначально механиком был Элиассен, но поход в Северное море показал, что он не справляется с обязанностями.
8. Якоб Нёдтведт — второй механик, служил у Свердрупа и Амундсена во время экспедиции в Северо-Западном проходе. Вернулся в Норвегию из Буэнос-Айреса в августе 1912 года.
9. Хальвард Кристенсен — матрос, произведённый во время плавания в третьего механика, на практике освоивший специальность.
10. Андреас Бек — матрос, ледовый штурман.
11. Александр Степанович Кучин — биолог, океанограф. Фонд экспедиции платил ему жалованье 60 крон в месяц[64]. В августе 1912 года он вернулся в Россию из Буэнос-Айреса[65].

В мае — июне 1910 года во время океанографических исследований на борту «Фрама» находился немецкий океанолог Адольф Шрёр. В Буэнос-Айресе команда «Фрама» пополнилась матросами Хальворсеном, Андерсеном, Ольсеном и Стеллером — немцем, хорошо говорившем по-норвежски.

## Ход экспедиции

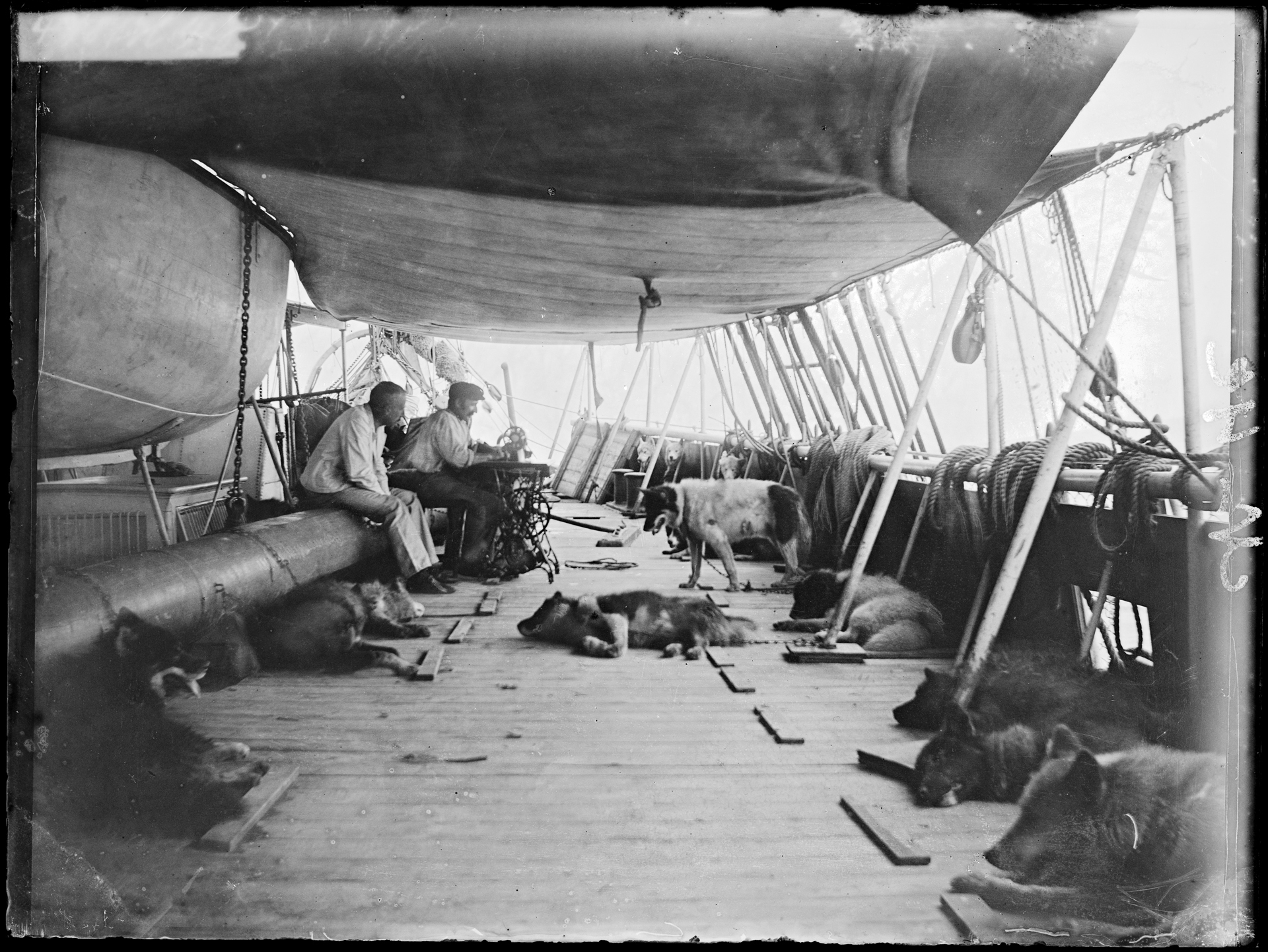
Амундсен и Рённе на палубе «Фрама» под тентом

### Плавание июня—июля 1910 года
1 мая 1910 года «Фрам» был пришвартован в Акерсхусе у причала Исторического музея для загрузки снаряжения. 2 июня на борту побывала королевская чета, которую принимали Амундсен и Нансен. 3 июня «Фрам» был перебазирован в Буннефьорд, где на борт погрузили разобранный дом для зимовки в Антарктике. Отплыли в 24:00 7 июня в короткий поход по Северному морю и вокруг Британских островов — это было предварительное испытание судового дизеля, во время которого проводились океанографические исследования. Нансен видел отплытие «Фрама» из окна своего кабинета и позже признался сыну Одду, что это был самый горький час его жизни. Сильные штормы сократили плавание, к тому же выяснилось, что взятая солярка содержит слишком много тяжёлых фракций и засоряет двигатель. Старший механик Элиассен не справлялся. Первая океанографическая станция была проведена 14 июня Кучиным и Шрёром. Уже в июле программа работ была свёрнута, а «Фрам» 11 июля вернулся в Берген. Из Стокгольма прислали механика Аспелунда, который перебрал двигатель заново. Фирма по торговле нефтепродуктами произвела замену солярки на керосин на весьма льготных условиях. 23 июля «Фрам» вернулся в Кристианию принимать сушёную рыбу, собак и проч. Здесь в истинные цели экспедиции были посвящены помощник командира Ертсен и лейтенант Преструд. Элиассен был списан на берег, его заменили Сундбеком.

### Путь в Антарктику
9 августа «Фрам» отбыл на Мадейру, куда пришел 6 сентября. В море Амундсен сразу же ввёл на борту строгую дисциплину. Йохансен писал в дневнике:

15 августа. На борту царят военные порядки, действующие очень раздражающе. <…> Я… невольно сравниваю этот поход с первым плаванием «Фрама». Здесь слишком много формальностей, между нами нет спаянности, товарищества, не говоря уже о таком высоком чувстве, как дружба, которая совершенно необходима для такой серьёзной экспедиции. Конечно, со временем всё постепенно наладится.

Стоянка в Фуншале длилась до 9 сентября: были отремонтированы подшипники гребного винта и запасено 35 т пресной воды (её заливали даже в большие шлюпки и топливные баки). Во время стоянки произошёл инцидент: местные газеты, отталкиваясь от посещения Мадейры «Терра Новой» двумя месяцами ранее, сделали вывод и опубликовали сообщения о походе Амундсена к Южному полюсу, но к счастью для пока ещё тайных планов норвежской экспедиции эта новость не покинула остров. В 18:00 Амундсен собрал команду и разъяснил свои истинные намерения, предложив несогласным вернуться на родину за его счёт. Хельмер Хансен описывал это так:

Каждый из нас, один за другим, был спрошен, согласен ли он с этим новым для нас планом и желает ли он одолеть вместо Северного полюса Южный. Результатом было то, что все мы, как один, ответили — да. На этом представление закончилось.

Вистинг в своём дневнике отметил, что начальник использовал слова «мы» и «наш» — «это была не его экспедиция… все мы были его товарищами и имели единую цель». Первым выразил полное согласие Бьолан, который не удержался от реплики: «Мы опередим их!».
Нансен был раздражён тем, что его ввели в заблуждение. Письмо Амундсена с извинениями было доставлено в Норвегию Леоном Амундсеном (братом Руаля) и вручено Нансену одновременно с королём Норвегии 1 октября — за день до официального объявления об изменившихся планах экспедиции всему миру. Первоначальная реакция, по преданию, была резкой: Фритьоф Нансен обругал своего коллегу и посетовал, что если бы он открылся вовремя, то получил бы все планы и расчёты по Южному полюсу. Однако в дальнейшем Нансен был неизменно лоялен, и поддерживал Амундсена во всём, включая защиту от негодования британской прессы.

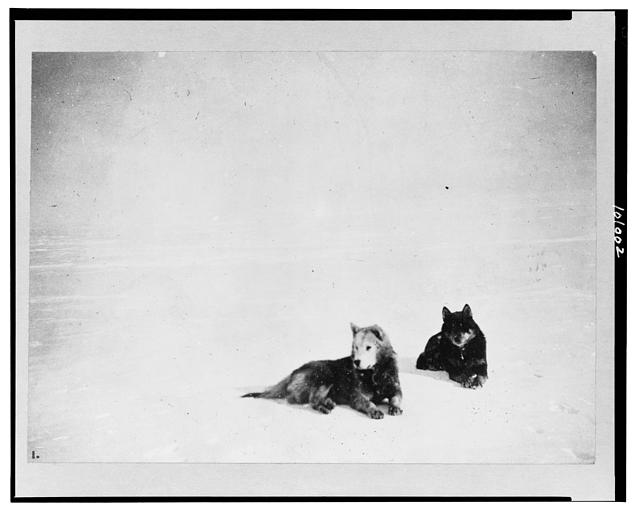
Ласессен и Фикс — ездовые собаки из упряжки Амундсена

В 21:00 9 сентября «Фрам» покинул Мадейру. Следующую остановку предполагалось сделать на Кергелене, чтобы запастись китовым жиром для собак, но непогода не позволила к нему приблизиться (в Кейптаун — столицу британской Капской колонии — заходить было нельзя из соображений безопасности для экспедиции). Переход осуществлялся медленно: «Фрам» был капризным в управлении и валким судном, вдобавок на борту было множество собак. Экватор пересекли 4 октября, но не стали устраивать большой церемонии из-за отсутствия свободного места. За всё время было потеряно несколько собак: одну смыло за борт во время шторма, несколько умерли от болезней, но остальных удалось сохранить в форме до умеренных широт. 1 января 1911 года был замечен первый айсберг, 2 января экспедиция пересекла Южный полярный круг. Переход через паковые льды занял всего четверо суток: исходя из ветров и течений, Нильсен предположил, что существует проход во льдах; предположение подтвердилось. Вообще Нильсен заметил, что отчёты Росса от 1840-х годов оставались самым подробным и надёжным руководством для навигации в Южном океане. 11 января был замечен Великий ледяной барьер, 14 января 1911 года «Фрам» вошёл в Китовую бухту.
По пути на Юг рабочий день на «Фраме» продолжался от шести утра до шести вечера (не считая обязательных вахт). Приведение в порядок снаряжения осуществлялось прямо на борту качающегося судна, хотя изначально (в случае попытки достичь Северного полюса) предполагалось работать на устойчивом, вмёрзшем в дрейфующие льды, корабле. Бьолан переделывал нарты, первоначальной конструкцией и прочностью которых остался недоволен начальник экспедиции, парусный мастер Рённе перешивал палатки, Людвиг Хансен изготовил и проверил 10 походных бидонов из листовой нержавеющей стали для хранения керосина во время санных походов. По просьбе некоторых членов команды капитаном Нильсеном проводились занятия по английскому языку, прежде всего, чтобы все желающие на борту могли ознакомиться с обширной полярной литературой и отчётами Росса, Шеклтона и Скотта. Большие усилия экипажа были нацелены на сохранение жизни и здоровья собак. В Антарктиду привезли свору в 118 животных — 21 щенок родился в пути. Несмотря на недостаток пресной воды на борту, нормирование было введено только для людей; равным образом, когда оказалось, что паёк для собак содержит мало жиров, люди проголосовали за включение в их рацион сливочного масла. На палубе одновременно помещалось 50 собак, которых периодически запирали в будки и спускали в трюм, а затем выводили на прогулку. Группы упряжных животных были закреплены за конкретным членом будущих санных походов, который тренировал их и становился вожаком стаи. Пристальное наблюдение велось за собаками, которые враждовали друг с другом, или, наоборот, ладили. Таких животных распределяли в одну упряжку.

#### Сообщение Скотту
Барк «Терра Нова» прибыл в Мельбурн 12 октября 1910 года, где была получена телеграмма Леона Амундсена от 3 октября: «Имею честь сообщить „Фрам“ направляется в Антарктику. Амундсен». Двумя днями ранее, вечером 1 октября, в Кристиании была созвана пресс-конференция с объявлением об изменившихся планах Руаля Амундсена. Сообщение оказало на Скотта самое тягостное действие. По Р. Хантфорду, о его растерянности свидетельствовало то, что командир показал телеграмму норвежцу Трюгве Грану. Утром 13-го по совету Грана Скотт направил телеграмму Нансену с просьбой о разъяснениях, Нансен ответил: «Не в курсе дела». В английской прессе этот казус замалчивался, а телеграмма Амундсена вообще не была опубликована; соответственно, сообщения об Амундсене отсутствовали и в австралийской прессе. Трюгве Гран советовал запросить информацию в Королевском географическом обществе или показать телеграмму газетчикам, чтобы они собрали дополнительные сведения. По Хантфорду, Скотт «оставался пугающе пассивным». Шеклтон в Англии искренне заявил, что не понимает, как Амундсен рассчитывает попасть на Южный полюс, «не имея на борту достаточного количества пони». Пролива Мак-Мердо экспедиция Скотта достигла 4 января 1911 года.

### Зимовка 1911 года

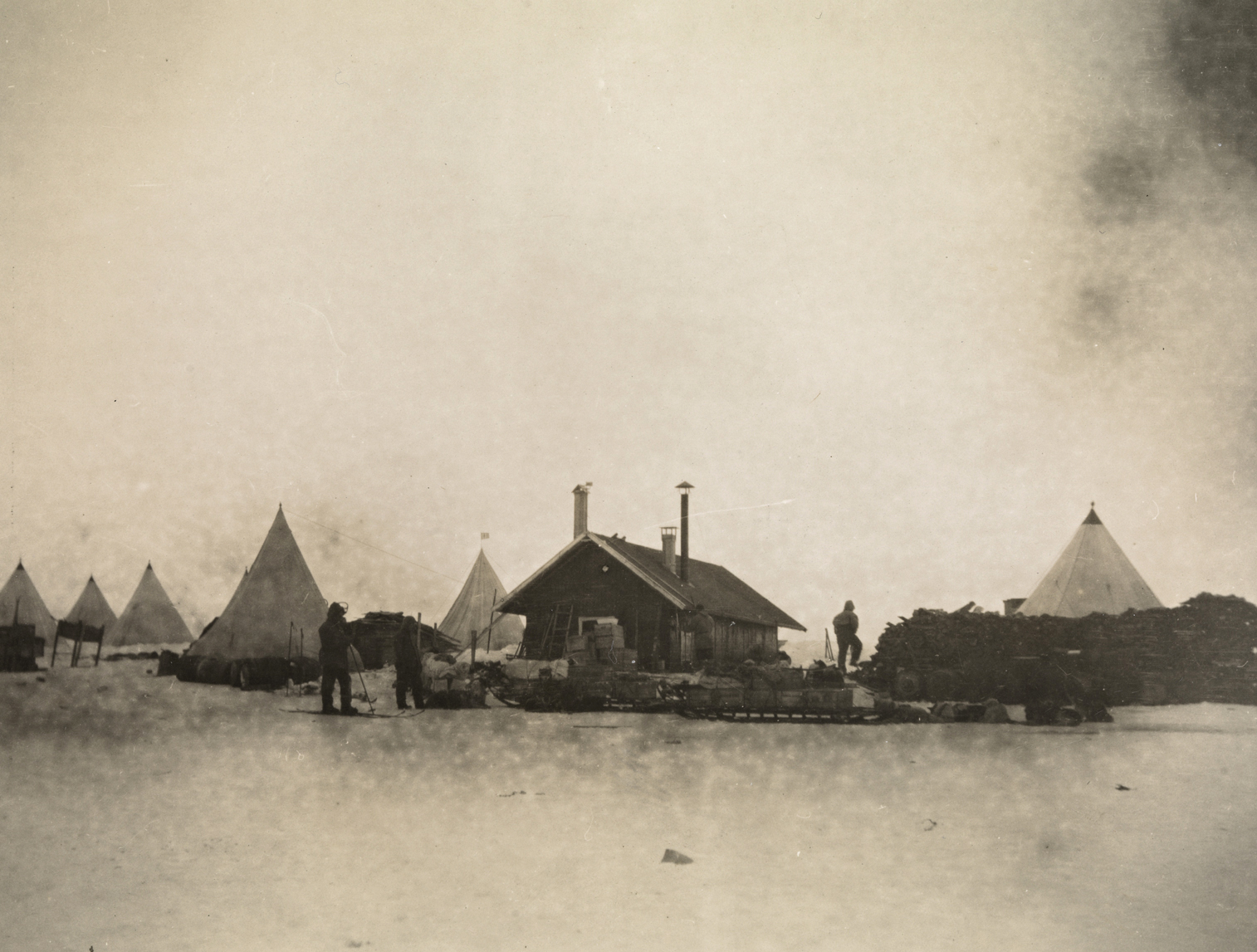
«Фрамхейм» сразу после постройки. Хорошо видны палатки-склады, ящики с оснащением и запасы топлива

Амундсен ничего не знал о природе шельфового ледника Росса, но полагал, изучая карты 1841 и 1908 годов, что это область материка. Амундсен, Нильсен, Преструд и Стубберуд провели предварительную разведку: по плану зимовочную базу собирались строить в 18,5 км от побережья (10 морских миль). В бухте имелось множество тюленей, на которых сразу же развернулась охота. По ходу разведки было решено, что база будет основана в 4 км от побережья. Высадка берегового отряда прошла 15 января, к тому времени собак естественным образом стало 116 голов (из них 10 сук). Перевозка строительных материалов проходила 15—16 января 1911 года (на ней было занято 80 собак, работающих в упряжке по 10 через день), под крышу дом был подведён уже 21 января. Новоселье отпраздновали 28 января, перевезя более 900 ящиков с провиантом, дом получил имя «Фрамхейм».
4 февраля Китовую бухту посетил лейтенант Кемпбелл на барке «Терра Нова» (от базы Скотта — 650 км). Командир Нильсен не стал встречать гостей, но «Фрам» посетили сам Кемпбелл и лейтенант Пеннелл. Позднее Кемпбелл, Пеннелл и доктор Левик по приглашению Амундсена посетили «Фрамхейм» и быстро снялись с места — доставить Скотту подробный отчёт. Скотт писал в дневнике 22 февраля:

Не подлежит сомнению, что план Амундсена является серьёзной угрозой нашему. Амундсен находится на 60 миль ближе к полюсу, чем мы. Никогда я не думал, чтоб он смог благополучно доставить на Барьер столько собак. Его план идти на собаках великолепен. Главное, он может выступить в путь в начале года, с лошадьми же это невозможно.

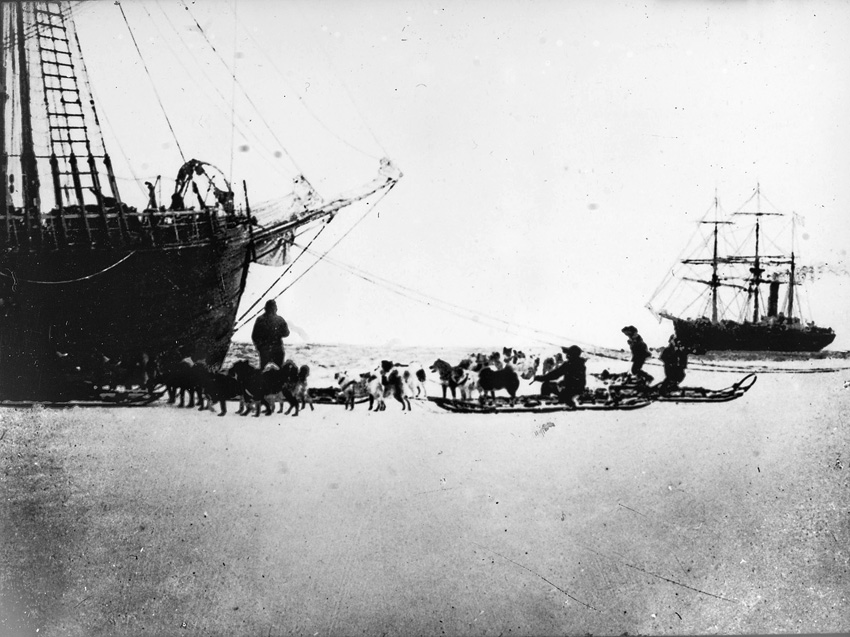
«Фрам» и «Терра Нова» в Китовой бухте

Во внешний мир известие о встрече конкурирующих экспедиций пришло 28 марта, вызвав бурную реакцию в прессе.
10 февраля Амундсен, Йохансен, Хансен и Преструд отправились на 80° ю. ш. на трёх санях, достигнув места назначения 14-го числа. Вернулись они 16 февраля, днём ранее «Фрам» покинул Китовую бухту. Последующие походы группы Амундсена на юг базировались на лагере 80-й широты. Дорога размечалась бамбуковыми вехами с чёрными, пронумерованными флагами; когда вехи закончились, их отлично заменила сушёная треска. Остававшиеся на базе люди заготовили более 60 т тюленины. В результате трёх походов (до 11 апреля) были заложены склады вплоть до 82° ю. ш., куда были свезены свыше 3000 кг провианта, в том числе 1200 кг тюленины, и горючего (110 л керосина). Склады создавались из расчёта обеспечения 4—5 человек в течение 200 суток. Весенние походы стоили жизни 8 собакам, на базе осталось 85 взрослых особей и 22 щенка, способных встать в тягло следующей антарктической весной. В последнем (апрельском) походе начальник не участвовал: он страдал кровотечениями из прямой кишки и оправился только к июню. Это были последствия травмы, полученной ещё на «Йоа».
Полярная ночь на широте «Фрамхейма» началась 21 апреля 1911 года и длилась до 21 августа. Зимовка проходила в благоприятной обстановке. Зимовщики имели граммофон и набор пластинок, в основном, классического репертуара. Для развлечения служили карты и дартс, а также чтение. Амундсен вспоминал, что во «Фрамхейме» особой популярностью пользовался детектив «Экспресс Рим — Париж». Имелась и паровая сауна, нагреваемая от двух примусов; обычно банный день устраивали по субботам. Яльмар Йохансен писал в дневнике:

12 апреля: мы живём теперь поистине роскошно, при хорошей еде и хороших напитках. Сегодня подали великолепный обед: куриный суп, жареную телячью грудинку, спаржу, на десерт — пудинг, из напитков — водку, портвейн, фруктовую воду, кофе и ликёр «Бенедиктин». В двери уже стучится Пасха — впереди целая неделя отдыха и беззаботной жизни. Сегодня вечером настал черёд мне и Преструду основательно помыться: после ужина для двоих человек есть возможность принять в кухне ванну.

Всю полярную зиму шла интенсивная подготовка к походу. Были доведены до кондиции меховые костюмы и спальные мешки. Олаф Бьолан уменьшил собственный вес саней до 30 кг, когда выяснилось, что поверхность антарктического ледника весьма ровна. Для лучшего рассеивания солнечного света в полярный день армейские палатки были снабжены внешней оболочкой из алой ткани, а внутреннюю оболочку покрасили в чёрный цвет. Амундсен предложил новый способ организации быта в походе к полюсу: провиант включал всего пять видов продуктов: свежее мясо (мороженая тюленина или парная собачатина), сухое молоко (Амундсен особо ценил порошковое молоко, произведённое в США, с примесью сахара и солода), шоколад, пеммикан и овсяные галеты. Для собак заказали особый пеммикан с добавлением рыбы; он также должен был служить запасным рационом для людей. Йохансен всю зиму занимался укладкой провианта, чтобы не тратить время на его распаковку и взвешивание в пути. Всего он разложил в строгом порядке 42 000 галет, вскрыл 1321 банку пеммикана, разломал кусочками 100 кг шоколада и набил 203 «колбасы» сухим молоком. В продовольственный ящик укладывалось 5400 галет или 4 ряда кусков пеммикана. Поскольку они имели форму консервной банки (12 см диаметра и 5 см высоты), ромбовидные промежутки заполнялись молочными «колбасами», а прочее пространство — кусочками шоколада. Стандартный дневной рацион команды Амундсена в походе составлял: 40 галет (400 г), 75 г сухого молока, 125 г шоколада и 375 г пеммикана, всего 975 г твёрдой пищи; при возвращении с полюса порцию пеммикана увеличили до 450 г. К этому следует добавить тюленину и собачину, которые также употреблялись регулярно. Энергетическая ценность рациона 4560 килокалорий (у команды Р. Скотта — 4430). Суточные энергетические расходы члена команды у Амундсена составляли примерно 4500 килокалорий (5500 килокалорий у Р. Скотта). Начальник экспедиции заботился, во-первых, о недопущении цинги; во-вторых, о восполнении энергетических потерь при длинных переходах на морозе.

Зимовка во «Фрамхейме»
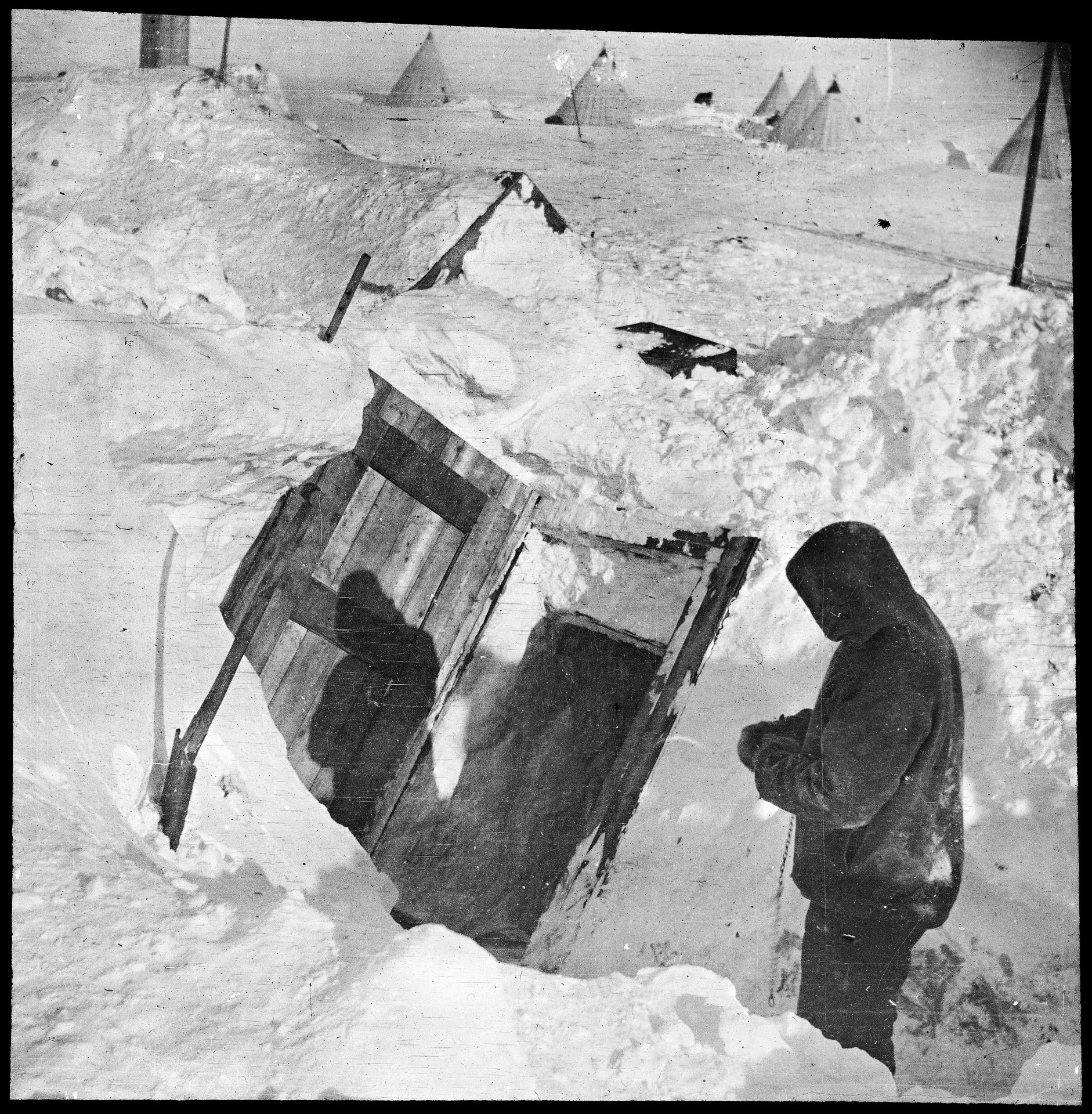
Вход во «Фрамхейм», занесённый снегом
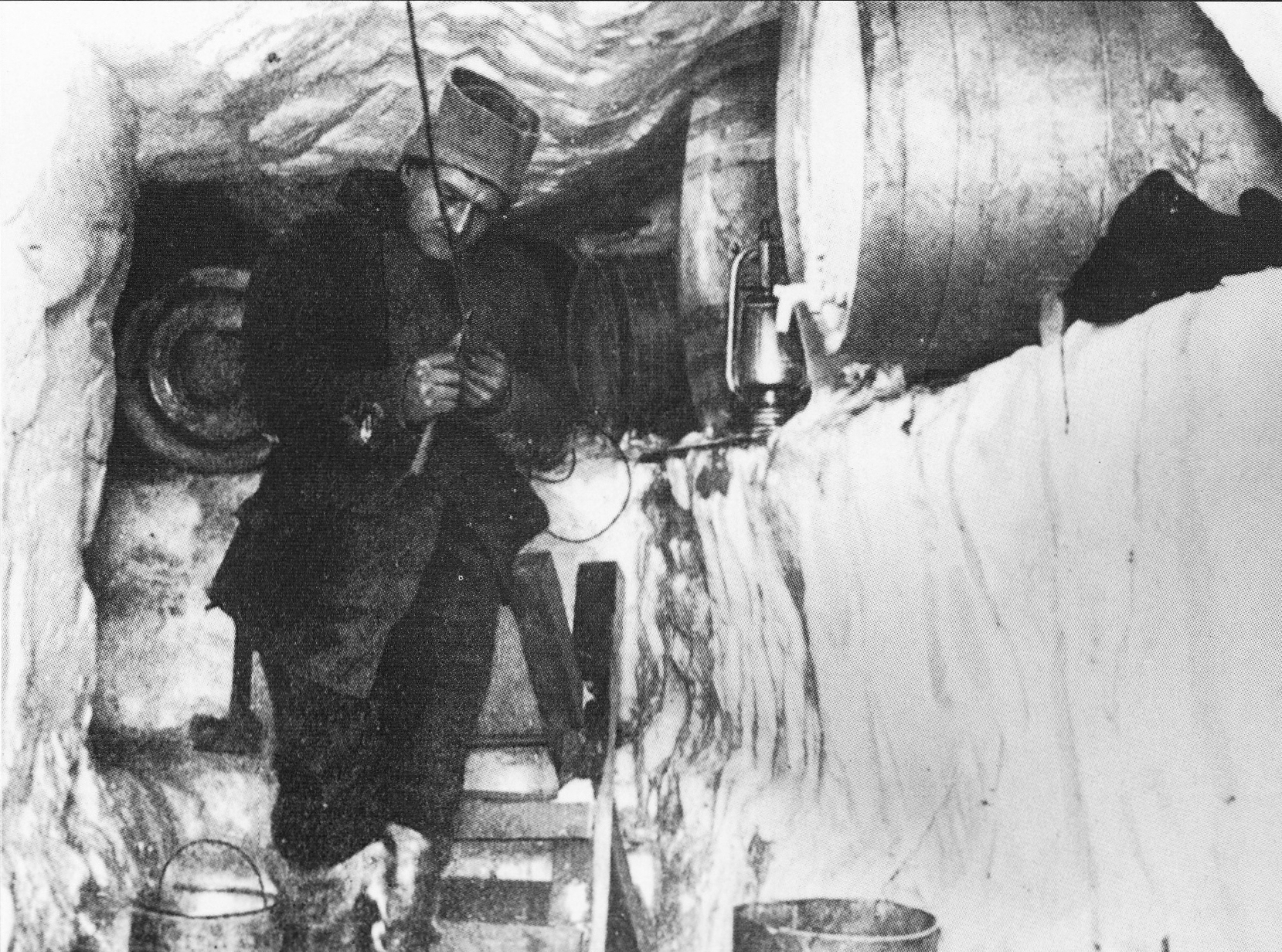
Вистинг на керосиновом складе
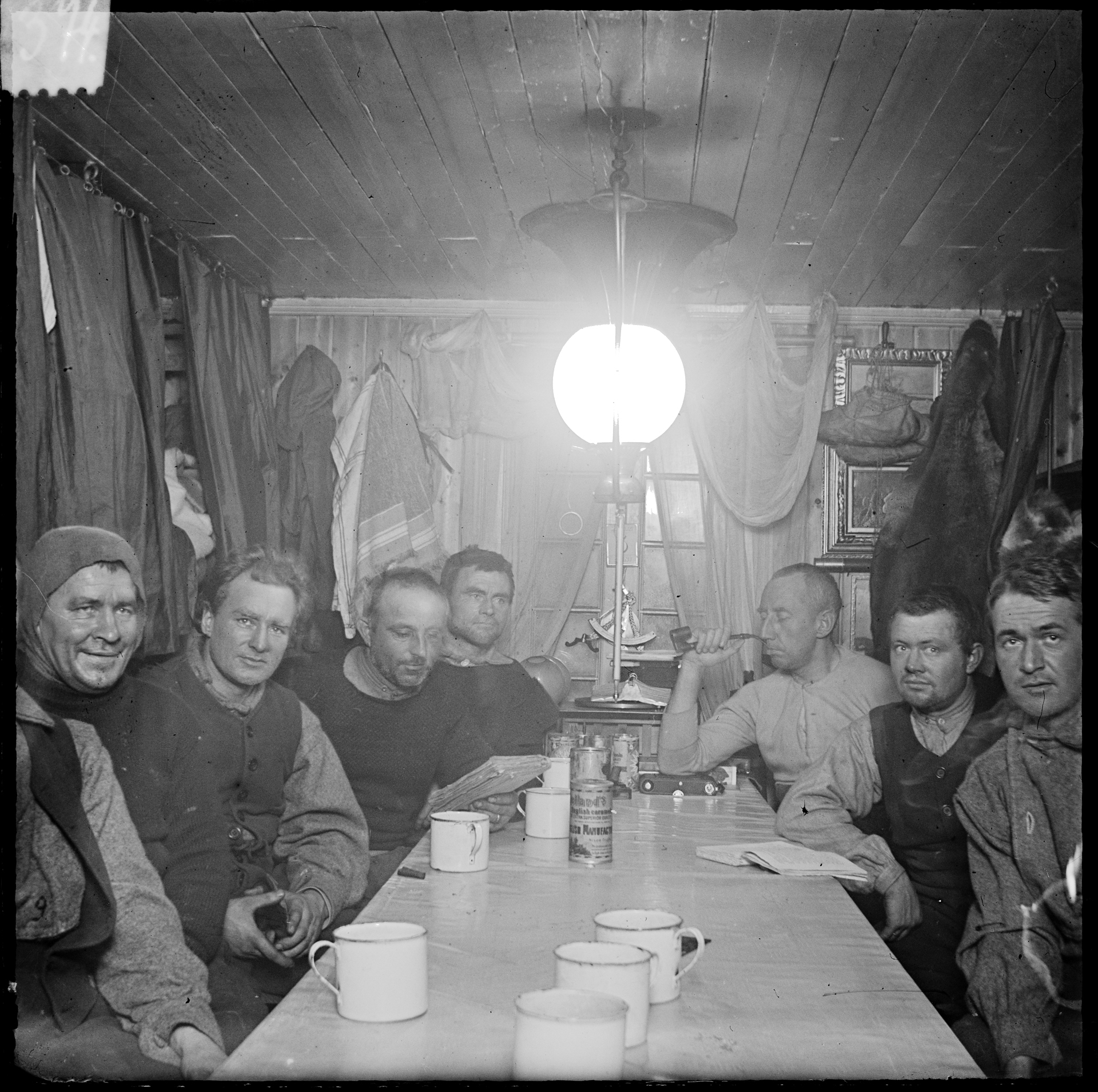
Команда за общим столом
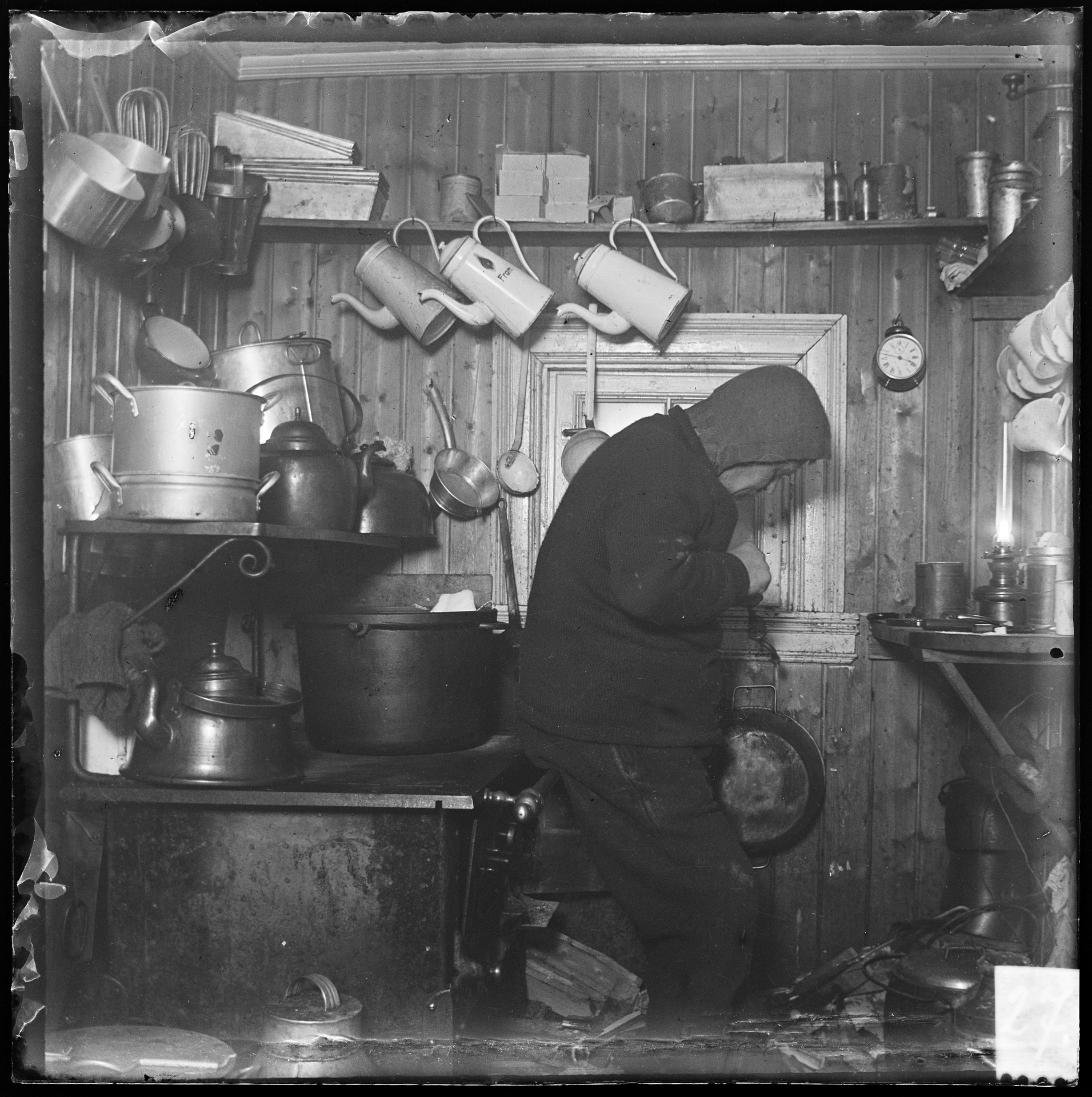
Линдстрём на камбузе

### Неудачный выход в сентябре 1911 года
К моменту окончания полярной ночи Амундсеном руководило нетерпение. 1 сентября экспедиция была готова к выходу, в её состав входили 8 человек, все кроме Линдстрёма — бессменного хранителя базы, и почти 90 собак. Первая попытка похода к Южному полюсу была предпринята 8 сентября 1911 года. Йохансен считал этот выход преждевременным, но обязан был подчиниться. Поход оказался неудачным: при температуре −56 °C лыжи не скользили, а собаки не могли спать. Взятая в поход водка замёрзла.
Полярники решили добраться до склада на 80° ю. ш., разгрузить там нарты и возвращаться во «Фрамхейм». 16 сентября Амундсен вместе с Вистингом и Хансеном, имевшим лучшие собачьи упряжки, устремился обратно на базу, не позаботившись о безопасности своих товарищей, находившихся в более сложных условиях. Возвращение превратилось в неорганизованное бегство, в котором каждый полярник оказался предоставлен сам себе. Интервал времени между возвращением членов экспедиции во «Фрамхейм» составил 6 часов. Во «Фрамхейме» даже не был зажжён фонарь, чтобы облегчить отставшим ориентацию в пространстве. На этом пути Йохансен спас менее опытного Преструда от верной смерти в снежной метели и на экстремальном холоде −60 °C — у того пала вся собачья упряжка. У Йохансена даже не было палатки и примуса, их одолжил ему Хассель. Результатом были обморожения ног у трёх человек, лечение которых растянулось.

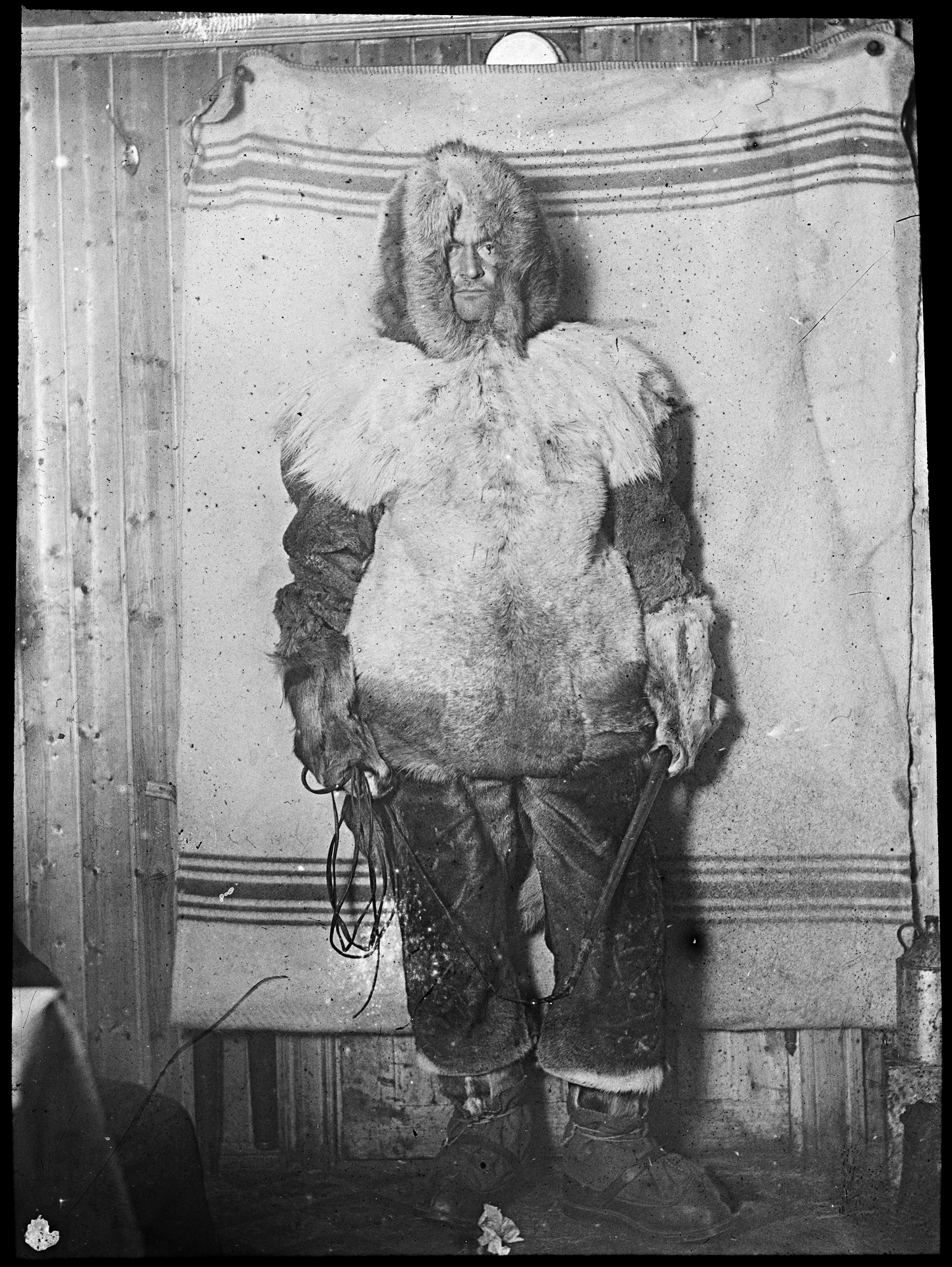
Кристиан Преструд в полярном снаряжении

Немедленно по возвращении во «Фрамхейм» Йохансен, основываясь на своём опыте полярных путешествий с Нансеном, подверг резкой критике руководство Амундсена. Раздражённый оппозицией Амундсен исключил Йохансена из полярной партии, несмотря на то, что он был самым опытным каюром экспедиции. Отношения были испорчены окончательно: Амундсен и Йохансен не разговаривали до самого 20 октября. Йохансен вместе с поддержавшими его Преструдом и Стубберудом вместо престижного похода к географическому полюсу были направлены Амундсеном во второстепенную экспедицию к Земле короля Эдуарда VII. Кроме того, капитан Йохансен отныне был подчинён заведомо менее подготовленному тридцатилетнему лейтенанту Преструду; последний, вероятно, был рад, что избавлен от полярного похода.

### Летний поход группы Преструда
Поход трёх полярников под командованием Преструда к Земле короля Эдуарда VII состоялся антарктическим летом, в ноябре — декабре 1911 года. Перед участниками похода были поставлены следующие задачи:
1. Дойти до Земли Короля Эдуарда VII и провести там исследования, насколько позволят время и обстоятельства.
2. Нанести на карту Китовую бухту с её ближайшими окрестностями.
3. Поддерживать в порядке базу «Фрамхейм» на случай вторичной зимовки[106].

Сроки отправления были предоставлены на выбор самому Преструду. Участники похода базировались на складе 80° ю. ш., добавив туда часть снаряжения и оставив отчёт, найденный группой Амундсена во время возвращения с полюса. У них было двое нарт и 16 ездовых собак. Это ограничивало автономность группы 6 неделями.
Группа из трёх полярников покинула «Фрамхейм» 8 ноября 1911 года, добравшись до склада 80° ю. ш. 12 ноября. 16 ноября пересекли 158 меридиан, поскольку не было обнаружено никаких выходов скальных пород из ледника, отряд повернул на север, 23 ноября норвежцы увидели море (обнаруженная бухта позднее получила имя Преструда). От побережья группа направилась на северо-восток и 28 ноября взошла на плато высотой около 300 м. Это были горы Александры(77°11′ ю. ш. 154°32′ з. д.), отмеченные на карте Р. Скоттом ещё в 1903 году. Сильная пурга не позволила подняться на вершину горы. Каирн, возведённый группой Преструда 3 декабря 1911 года, сохранился до наших дней и является одним из исторических мест Антарктиды. 16 декабря 1911 года команда вернулась на базу с практически нулевыми результатами.

### Покорение Южного полюса

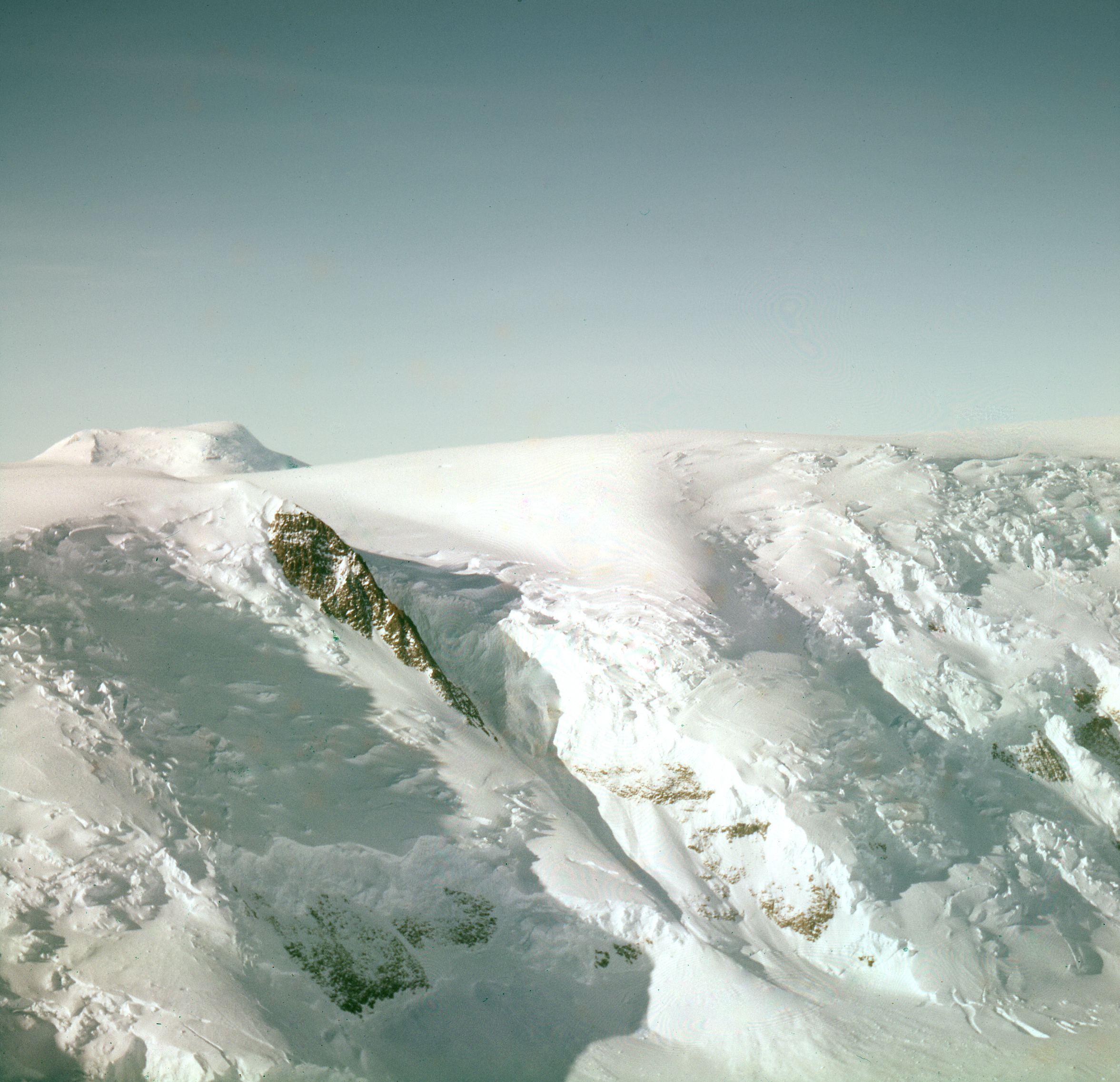
Ледник Акселя Хейберга, по которому команда Амундсена поднялась на Полярное плато

Только в октябре 1911 года появились признаки антарктической весны. Тем не менее, погода в сезон 1911/1912 годов была аномально холодной: температуры держались между −30 °C и −20 °C, при норме −15 °C… −10 °C.
20 октября в путь отправились пятеро участников полярного похода. У них было 4 нарт и 52 собаки. Сначала Амундсен предполагал сокращать группу по мере похода, чтобы до Полюса добралось не более двух человек, но потом было решено, что бо́льшему отряду легче справиться с трудностями. Первого склада на 80° ю. ш. достигли 23 октября и устроили двухдневный привал. Начиная с 26 октября экспедиция стала строить снежные пирамиды высотой около 2 м для ориентации в пространстве (частая пасмурная погода на леднике Антарктиды вообще приводит к дезориентации), их воздвигали через каждые 3 мили. Начальные 180 миль пути были размечены шестами с флагами и прочими вехами. Последний из заложенных ранее складов был достигнут 5 ноября в густом тумане. Далее путь проходил по неизвестной территории.
9 ноября команда достигла 83° ю. ш., где был заложен большой склад для обратного пути. Здесь пришлось пристрелить нескольких беременных сук, которые были закопаны в снег про запас. 11 ноября показались Трансантарктические горы, самые высокие вершины получили имя Фритьофа Нансена и дона Педро Кристоферсена. Здесь были собраны и оставлены на промежуточном складе геологические образцы. 17 ноября команда подошла к границе шельфового ледника, предстоял подъём на Полярное плато. До полюса оставалось 550 км. В последний рывок на полюс Амундсен брал провианта на 60 дней, 30-дневный запас оставался на складе 84° ю. ш. Собак к этому времени осталось 42. Было решено подняться на плато, забить 24 собаки и с 18-ю двинуться к полюсу. По пути предполагалось забить ещё шесть собак, в лагерь должны были вернуться 12 животных. Планы полностью оправдались.
Подъём на плато начался 18 ноября под сенью горы Бетти, названной так в честь старой няньки Амундсена — шведки Элизабет Густавсон. В первый день команда прошла 18,5 км, поднявшись на 600 м над уровнем моря. Вистинг и Хансен разведали подъём по леднику высотой около 1300 м, протяжённости которого определить не удалось (он получил имя Акселя Хейберга). Далее были другие перевалы, высотой до 2400 м.
21 ноября был пройден 31 км с подъёмом на высоту 1800 м.

Подводя итог этому дню… видишь, на что способны хорошо тренированные собаки. И ведь сани оставались достаточно тяжёлыми. Надо ли говорить что-нибудь ещё, не достаточно ли одного этого факта?

Путь к Южному полюсу
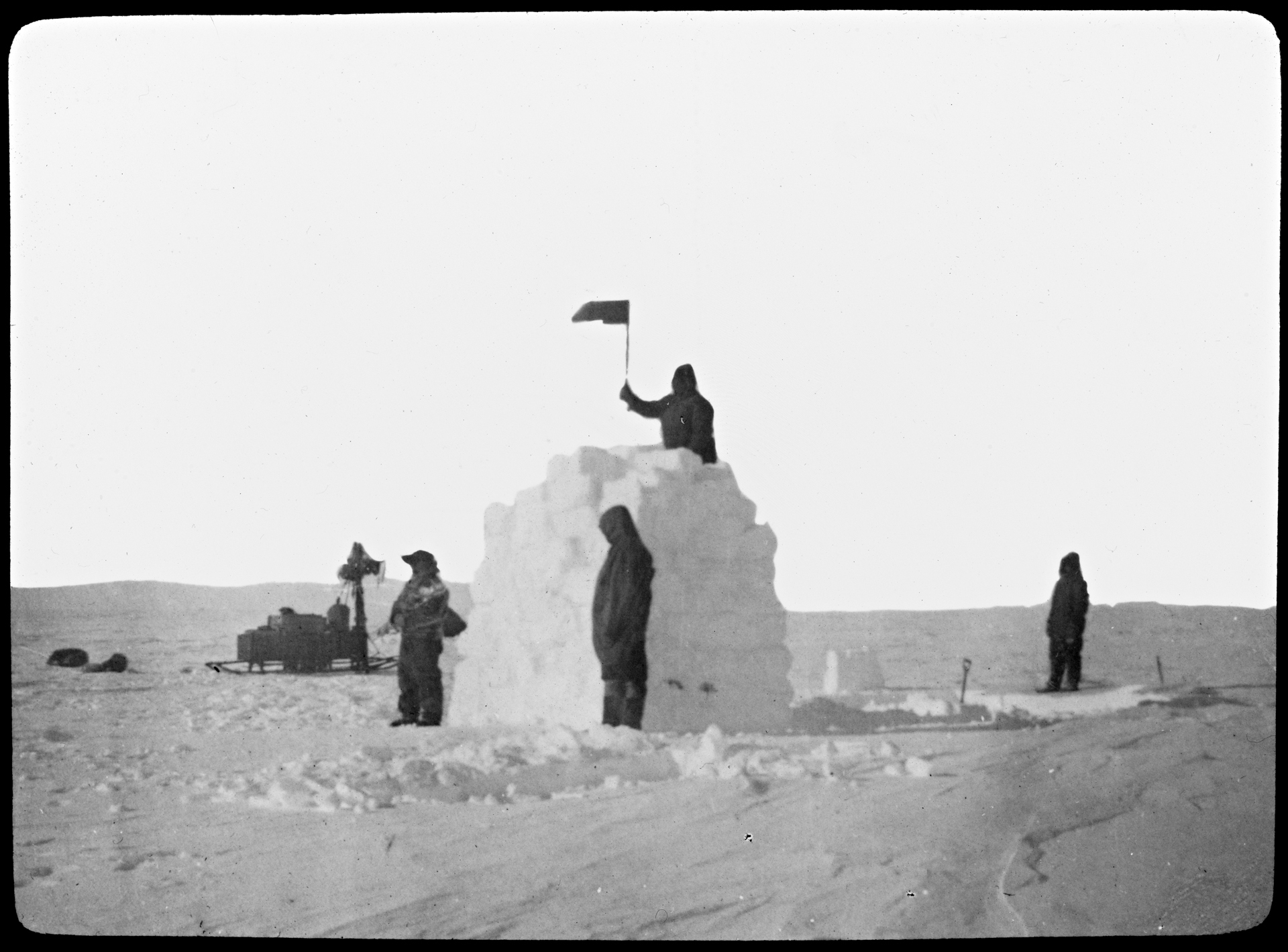
Возведение снежной пирамиды — склада и ориентира на 83° южной широты
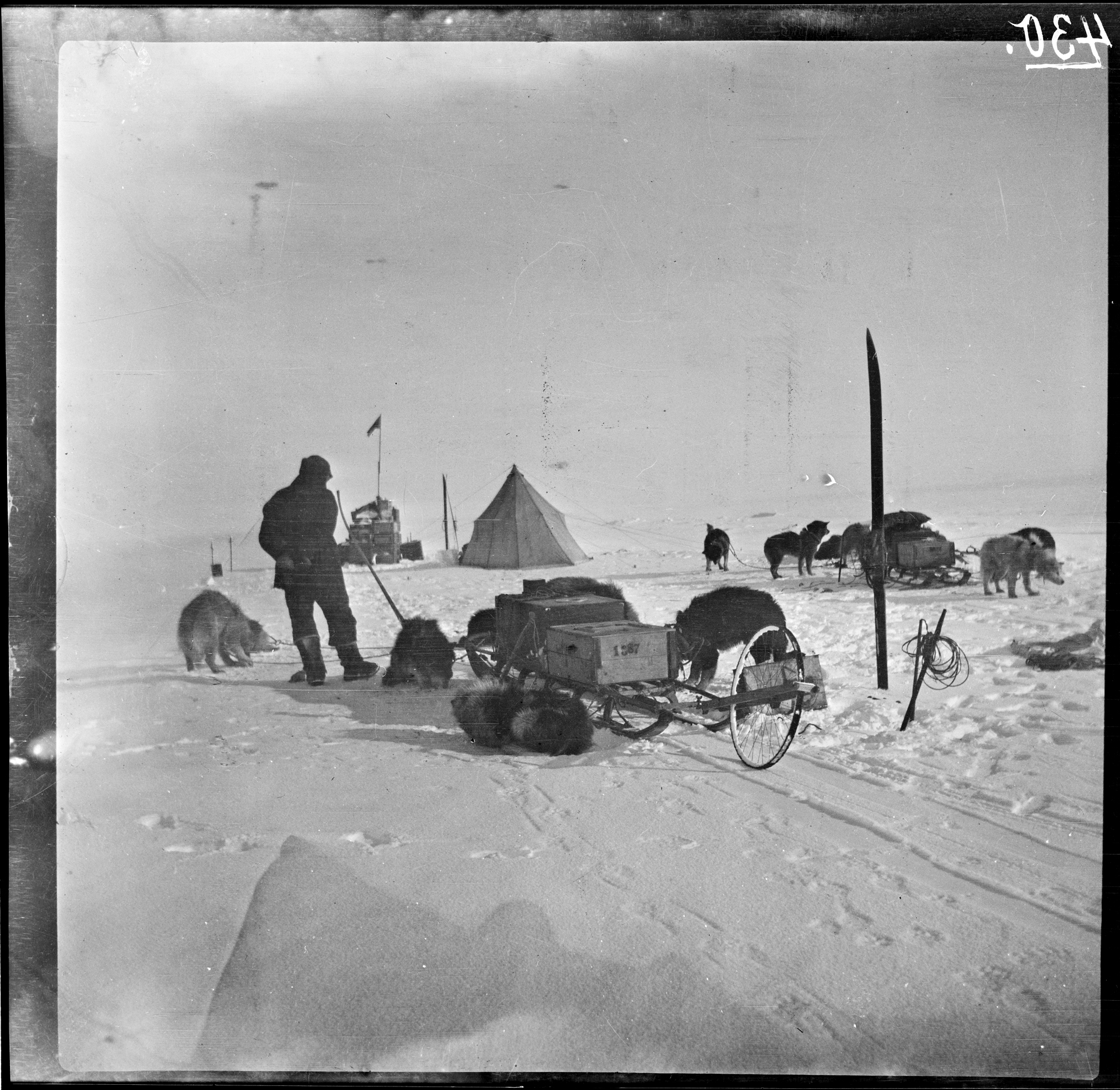
Привал
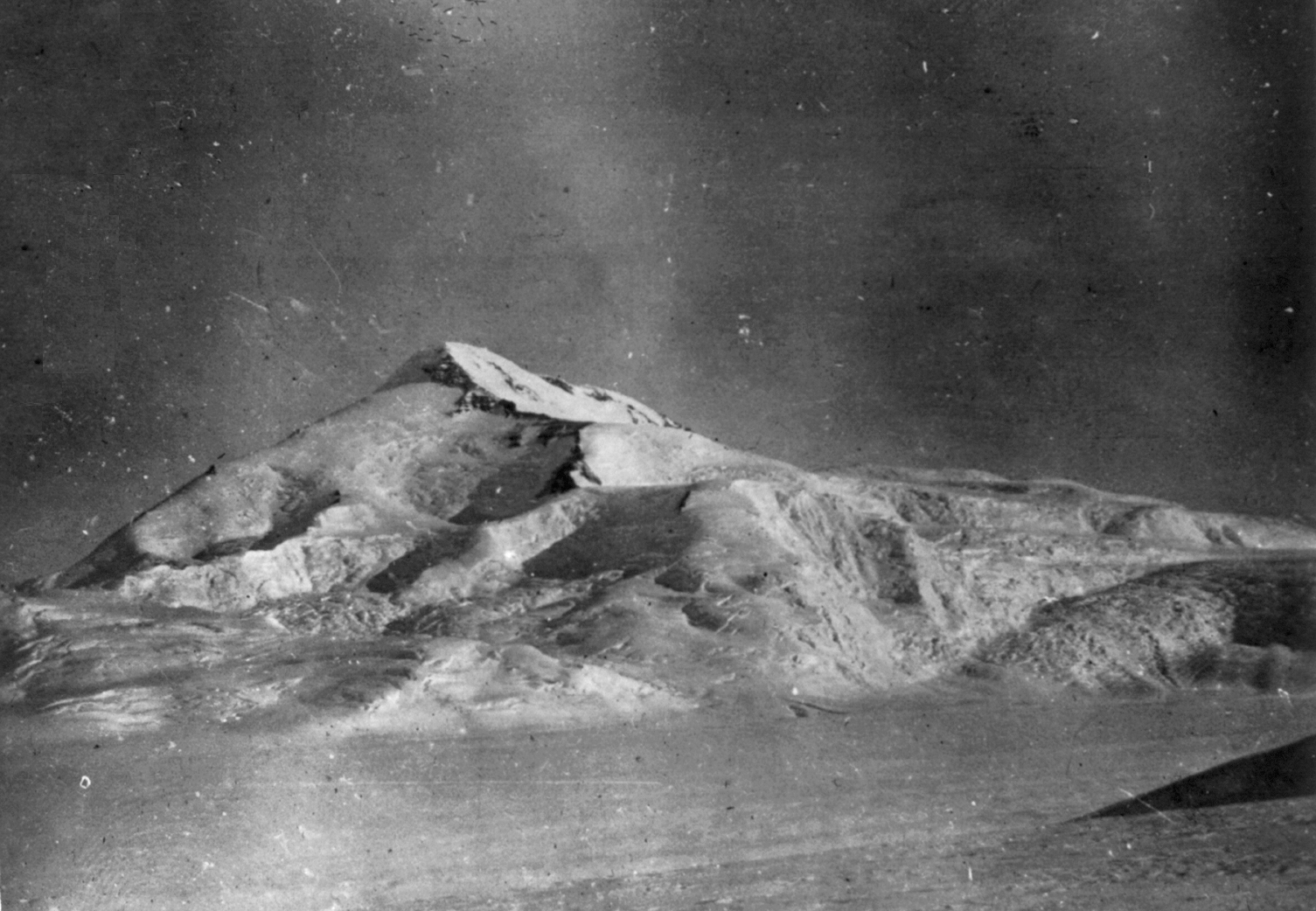
Гора Бетти и ледники у её подножья
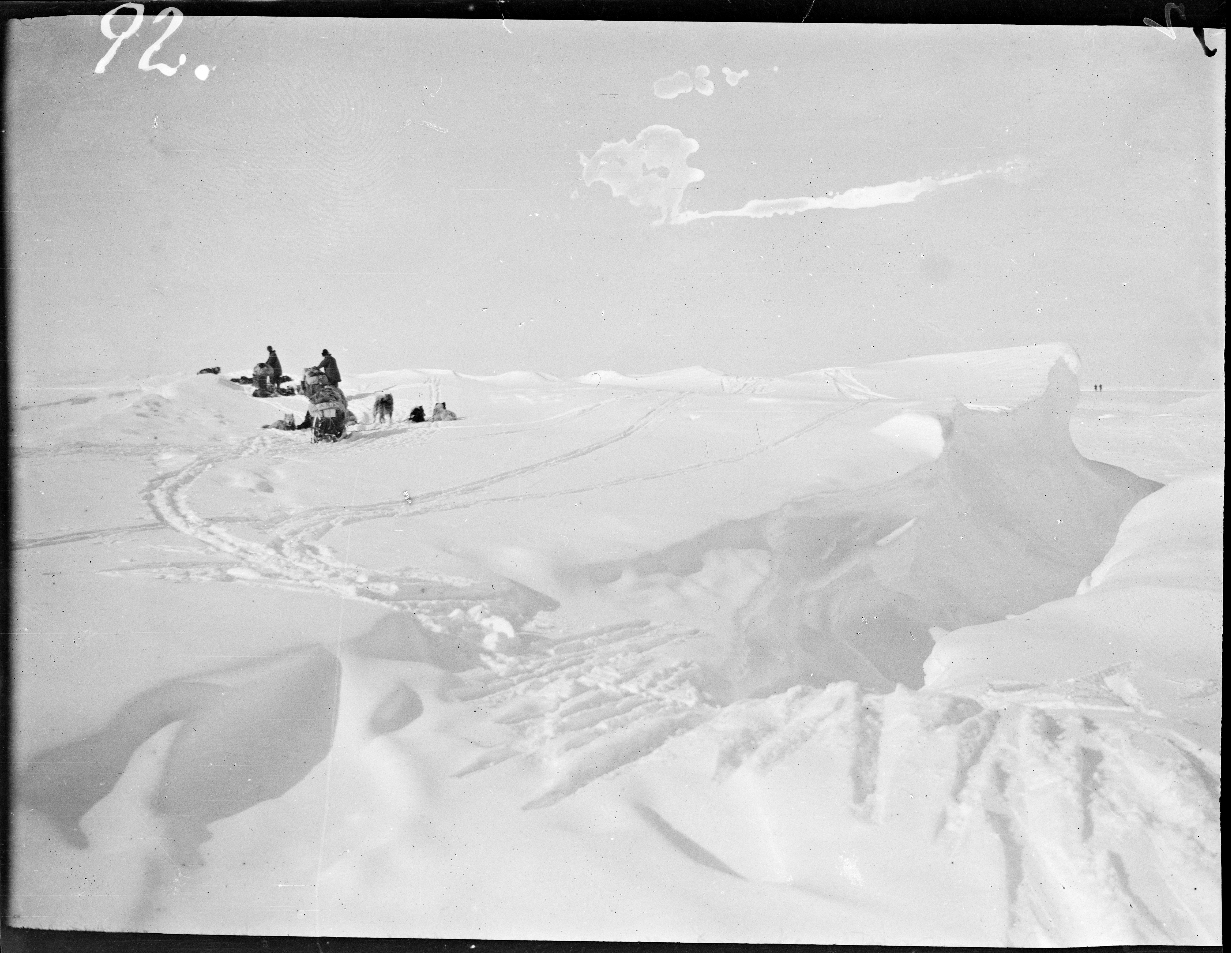
Команда Амундсена на «Танцплощадке дьявола» 29 ноября 1911 года

Лагерь 21 ноября получил название «Бойни»: каждый каюр убивал своих собак, на которых пал выбор. 24 собаки были разделаны и захоронены в ледник, а также частично съедены на месте. На короткое время выглянуло солнце, после чего удалось определить, что экспедиция достигла 85° 36’ ю. ш. Двухдневный отдых с обильной пищей подкрепил собак, однако дальше команда встретилась с огромными трудностями, о чём свидетельствуют данные этим местам названия: Чёртов ледник и Танцплощадка дьявола. Это были зоны глубоких трещин на высоте 3030 м над уровнем моря и крутой ледник. Обнаруженные дальше горы получили имя Хелланн-Хансена. Амундсен беспокоился: альпинистское оборудование осталось на складе внизу, но удалось найти относительно пологий ледник для подъёма.
Температуры всё это время держались на уровне −20 °C при штормовых ветрах, собаки и члены команды страдали от горной болезни. Постоянные штормовые ветры приносили новые проблемы. Амундсен писал:

Ну и вид был у нас! Вистинг, Хансен и я особенно пострадали во время последнего бурана, у каждого из нас левая щека превратилась в сплошную болячку, из которой сочились сукровица с гноем.

6 декабря норвежцы достигли наивысшей точки на пути: 3260 м над уровнем моря и в тот же день побили рекорд Шеклтона 1909 года. Нервы команды были на пределе: часто разгорались мелкие склоки. Полюса Амундсен и товарищи достигли 14 декабря в 15:00. Равнина, окружающая его, была названа именем Хокона VII (Шеклтон назвал её в честь Эдуарда VII). Покорение полюса отпраздновали курением сигар, припасённых Бьоланом.

Покорение Южного полюса
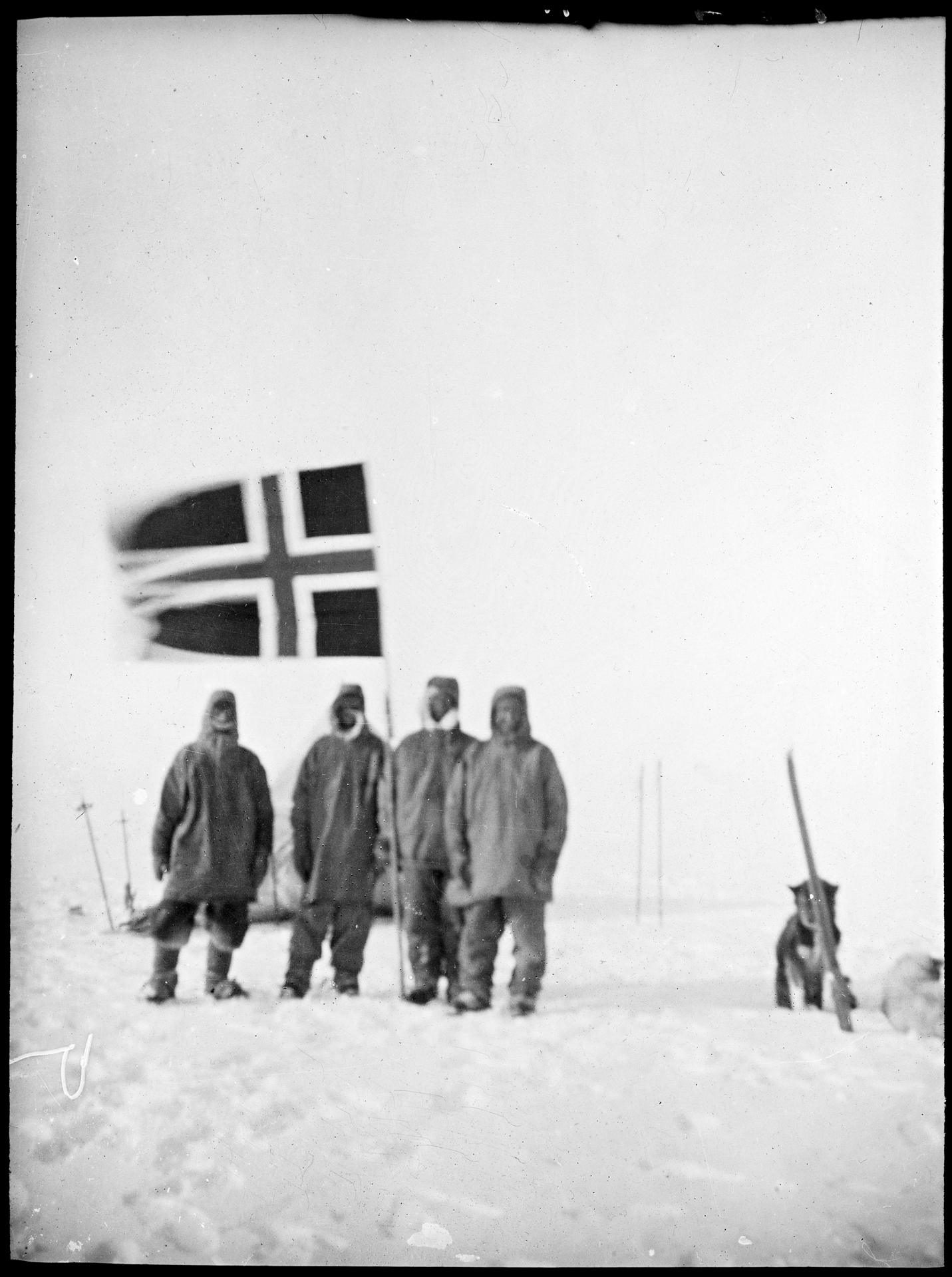
На Южном полюсе. Слева направо: Вистинг, Бьолан, Хассель, Амундсен
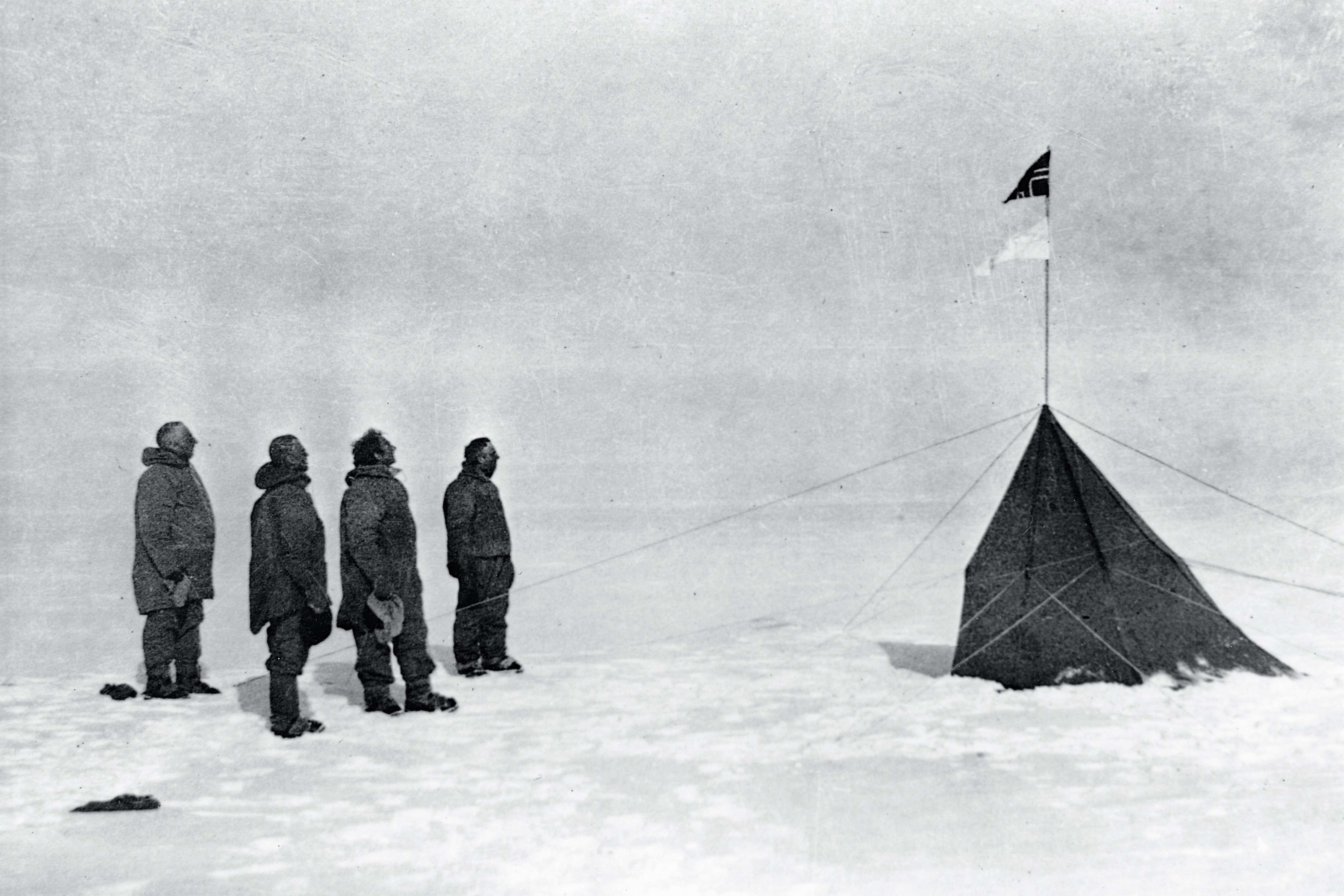
На Южном полюсе. Слева направо: Амундсен, Хансен, Хассель, Вистинг
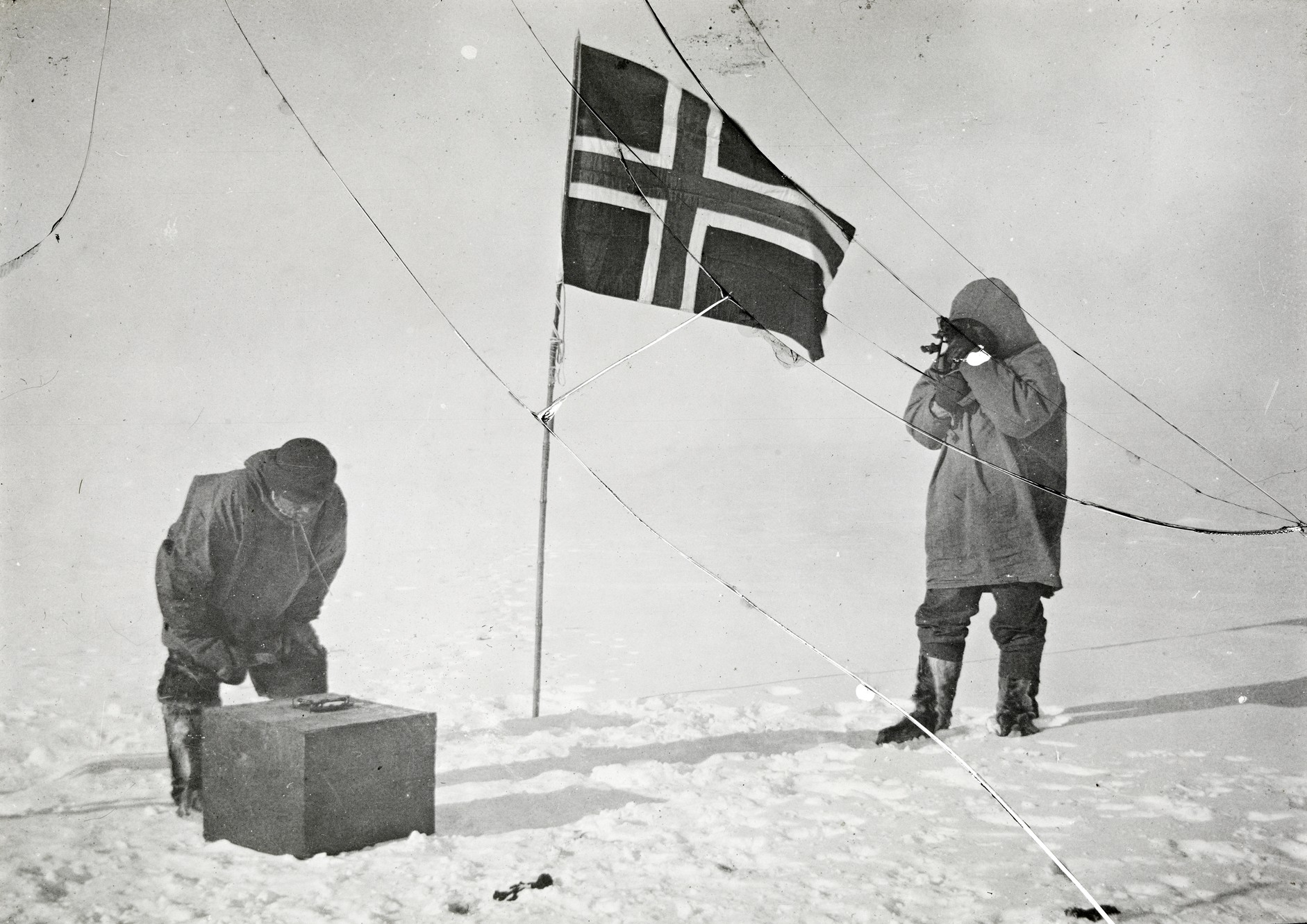
Хансен и Амундсен определяют точку Южного полюса с секстантом и искусственным горизонтом
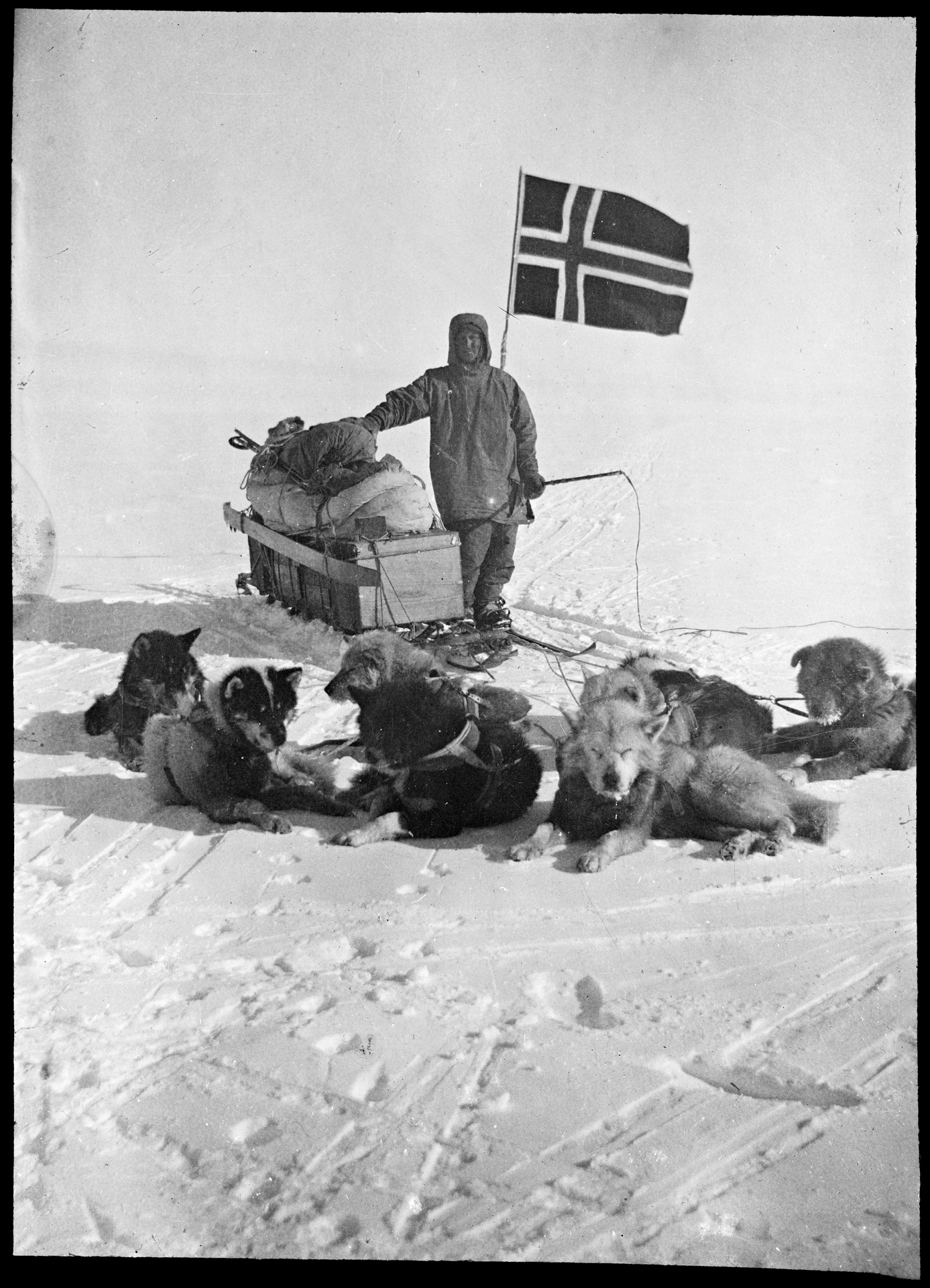
Вистинг со своей упряжкой на полюсе 14 декабря 1911 года

Из-за острых дебатов, которыми сопровождались обсуждения отчётов полярных экспедиций и, в частности, конкурирующих утверждений Фредерика Кука и Роберта Пири о достижении ими Северного полюса первыми, Амундсен подошёл к определению географического положения с особой ответственностью. Амундсен полагал, его инструменты позволят определить местоположение с погрешностью не лучше одной морской мили, поэтому он решил «окружать» полюс лыжными пробегами на удалении 10 миль от расчётной точки. Поскольку теодолит был повреждён, обсервация производилось с помощью секстанта. Солнце за 24 часа совершило вокруг лагеря круг, не скрываясь за горизонтом. Выполнив измерения и вычисления, Амундсен определил, что их текущая позиция примерно на 5,5 миль (8,5 километра) удалена от математической точки Южного полюса. Это место было также «окружено» на лыжах.
17 декабря Амундсен решил, что находится в истинной точке Южного полюса и предпринял новый 24-часовой цикл измерений, причём каждую обсервацию выполняли два человека с тщательной фиксацией в навигационном журнале. Четверо из пяти путешественников имели квалификацию навигатора (кроме Олафа Бьолана). На этот раз из вычислений Амундсена следовало, что группа находится в 1,5 милях (около 2,4 километра) от полюса, и двое экспедиционеров пометили флагами и «окружили» расчётное место. Таким образом, ради достоверности покорения Южный полюс был «окружён» экспедицией трижды. На полюсе была оставлена шёлковая палатка — «Пульхейм» с письмами Роберту Скотту и королю Норвегии. Там же оставили ненужную одежду и обувь и секстант. Напоследок была проведена фотосессия, которую пришлось делать с помощью маленького ручного фотоаппарата Бьолана, поскольку большой — амундсеновский — оказался повреждён.

### Возвращение с полюса
Возвращались быстро: Чёртов ледник был достигнут 2 января 1912 года, спуск занял один день. Погода резко испортилась: спустился туман. В тумане 5 января экспедиция едва не пропустила Бойню, которую случайно нашёл Вистинг, наткнувшись на собственную сломанную лыжу. В тот же день разыгрался шторм при температуре −23 °C.
7 января норвежцы были у подножья ледника Акселя Хейберга, в том же месте, которое покинули 19 ноября, на высоте 900 м над уровнем моря. Здесь команда приняла новый распорядок: после 28 километров перехода делался 6-часовой привал, затем — новый переход и т. д.. После нового сбора геологических данных была убита одна собака (осталось 11), и у подножья ледника в каменной пирамиде были захоронены 17 л керосина в бидоне и спички. У экспедиции было провианта на 35 дней пути и промежуточные склады на каждом градусе широты. С того дня экспедиционеры каждый день ели свежее мясо.
Во «Фрамхейм» команда прибыла в 04:00 26 января 1912 года с двумя нартами и 11-ю собаками. Пройденное расстояние составило чуть менее 3000 км, таким образом, за 99 дней пути средний переход составил 24,6 км. Амундсен не скрывал, что его гонка не закончена, поскольку покорители Южного полюса должны были сообщить о своём достижении первыми.

### Деятельность морского отряда

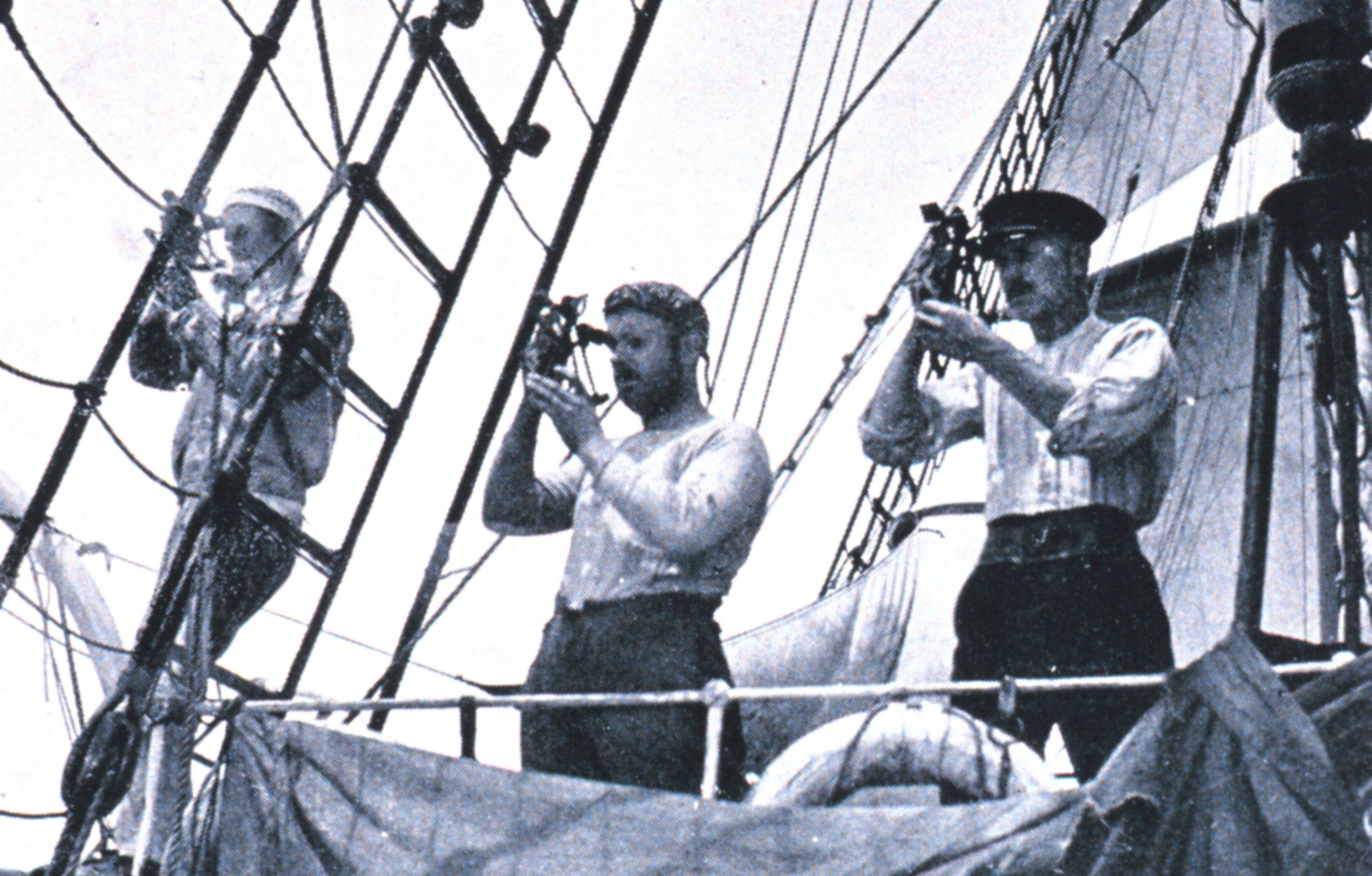
Обсервация на борту «Фрама». Слева направо: Ертсен, Нильсен, Преструд

15 февраля 1911 года «Фрам» покинул Китовую бухту, имея приказ пройти возможно южнее. Максимально достигнутая им точка была 78° 41’ ю. ш. На тот момент «Фрам» был судном, дальше других зашедших и на севере, и на юге. Судно шло вдоль Барьера Росса и с 17 по 23 февраля пробивалось сквозь паковые льды. 11—18 марта «Фрам» испытал сильнейшие штормы, не понеся никаких повреждений. Мыс Горн обогнули 31 марта, прибыв в эстуарий Ла-Плата в первый день Пасхи. Путь от Китовой бухты до Буэнос-Айреса, куда пришли 17 апреля, занял 62 дня. Согласно Ч. Джонсону, способности Т. Нильсена к планированию и реализации собственных планов не уступали амундсеновским: после выхода с Мадейры он заявил, что прибудет к Барьеру Росса к 15 января, и доставил экспедицию на день раньше. Правота расчётов подтвердилась и во время океанографического плавания из Аргентины.
Морской отряд прибыл в Буэнос-Айрес в трудном положении: закончилось топливо и припасы, экипаж из 10 человек был измучен вахтами в штормовых условиях, изношен такелаж, не было денег на выплату жалованья и второе плавание в Китовую бухту. Братья Кристоферсены, вероятно, были раздражены тем, что Амундсен ничего им не сообщил лично или через официальных посредников, и отказали в выплатах. Однако дон Педро, из уважения к соотечественникам, сделал широкий жест: обеспечил судно всем необходимым, включая 50 000 литров керосина. Кроме того, Кристоферсен поставил на «Фрам» полный комплект парусов и закупил инвентарь и провиант, включая полный курятник и 20 живых овец. Нильсен нанял четверых дополнительных людей — трёх норвежцев и говорящего по-норвежски немца — и 8 июня вышел в море. Капитан выделил три месяца для выполнения океанографической программы — это была первая в истории научная съёмка Южного океана. Работу осложняла эпидемия гриппа на борту, а также крысы и насекомые, попавшие на борт в Буэнос-Айресе. К выполнению научной программы в итоге приступили 11 июля 1911 года; она была санкционирована Нансеном, который направил специальную инструкцию Нильсену. Было обследовано пространство Южной Атлантики между Южной Америкой и Африкой протяжённостью в 8000 миль, расстояния между океанографическими станциями составляли 100 миль. Всего было проведено 60 станций, взята 891 проба воды и 190 — планктона; работы преимущественно велись Кучиным и Ертсеном. Всё это было отправлено в Норвегию для исследований. 30 июня «Фрам» пересёк собственный курс из Хортена, замкнув тем самым кругосветную дистанцию. 29 июля «Фрам» побывал на острове Святой Елены. Океанографическую программу завершили 19 августа, вернувшись в Буэнос-Айрес 1 сентября в 24:00 по местному времени.
Здесь команда встретилась с экспедицией Вильгельма Фильхнера на судне «Дойчланд». Кучин, Нёдтведт и один из нанятых матросов списались на берег, экипаж «Фрама» составил отныне 11 человек. Нильсен имел приказ Амундсена: если что-то случится с береговым отрядом — идти к Берингову проливу, начинать дрейф по первоначальной программе. Кристоферсен обязался направить в Китовую бухту экспедицию, если «Фрам» не появится в Австралии в установленное время.

## Итоги экспедиции

### Возвращение

#### Австралия — Аргентина

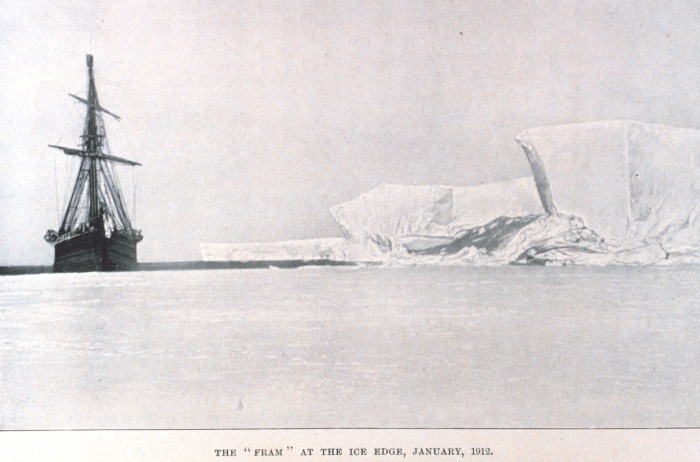
«Фрам» у Ледяного барьера в январе 1912 года

5 октября «Фрам» направился эвакуировать отряд Амундсена. Щедротами дона Педро на борт погрузили все необходимые припасы, включая живых овец и свиней. В штормовую погоду судно развивало максимальную скорость до 10 узлов. 13 ноября миновали острова Принс-Эдуард. 24 декабря 1911 года появились первые айсберги. На Рождество «Фрам» лёг в дрейф, чтобы можно было хорошенько отпраздновать. Судовой оркестр включал скрипку (Бек), мандолину (Сундбек), флейту (Нильсен), аккордеон (Л. Хансен). Кромки паковых льдов судно достигло 28 декабря. 8 января 1912 года судно подошло к Ледяному барьеру, но из-за непогоды не могло приблизиться. На берег первым отправили Ертсена на лыжах, чтобы он узнал подробности 11 месячной зимовки и похода к полюсу. 10 января «Фрам» прибыл в Китовую бухту, но затем был вынужден вновь отойти в море. 16 января в Китовую бухту вошло японское судно «Кайнан-мару», его командир Нобу Сирасэ и лейтенант Комура побывали на «Фраме». После возвращения Амундсена, именно начальник первым поднялся на борт своего судна; над базой был поднят военно-морской флаг с раздвоенным концом — в честь благополучного возвращения. Линдстрём приготовил торжественный ужин с шампанским, которое вёз из самой Норвегии.
Покорители Южного полюса оставили «Фрамхейм» для нужд будущих экспедиций, забрав с собой 39 собак, которых передали в Австралии Дугласу Моусону. 30 января 1912 года в 20:30 судно покинуло Китовую бухту в густом тумане. Переход через паковые льды занял 5 недель со средней скоростью 2 узла; южный полярный круг пересекли 9 февраля. 7 марта 1912 года «Фрам» пришвартовался в Хобарте. Амундсен собственным кодом связался с братом Леоном, сообщив, что все цели достигнуты. О Скотте в Австралии не было никаких вестей. Леон Амундсен к тому времени продал эксклюзивные права на публикацию материалов о Норвежской полярной экспедиции лондонской газете «Daily Chronicle». Гонорар Руаля Амундсена составил 2000 фунтов. Существенную помощь в заключении договора оказал Эрнест Шеклтон. По условиям контракта, Амундсену принадлежало исключительное право публикации отчётов и дневников всех участников экспедиции. Они не могли публиковать что-либо без согласия Амундсена на протяжении трёх лет после возвращения.
15 марта 1912 года в Хобарте был расторгнут контракт между Амундсеном и Йохансеном, после чего последний был отправлен в Норвегию своим иждивением. 20 марта Амундсен покинул экспедицию, собираясь в Новую Зеландию и Аргентину с целью чтения публичных лекций. «Фраму» надлежало идти в Буэнос-Айрес. Вскоре был заключён договор об издании книги об экспедиции с издательством Jacob Dybwads Forlag на 111 тыс. крон — рекордная по тому времени сумма. Вновь экспедиция воссоединилась в Буэнос-Айресе 26 мая. Начальник жил в поместье дона Педро Кристоферсена под Буэнос-Айресом, где писал книгу об экспедиции. Главы о морском переходе написал К. Преструд (не упоминаемый как автор), текст пересылался в Норвегию и публиковался периодическими изданиями практически без литературной правки. Было решено, что «Фрам» останется в Южной Америке, команду отправили на родину за счёт дона Педро Кристоферсена, остался только Нильсен. Сверре Хассель выступил в роли курьера, привезя бумаги Амундсена на родину. Торжественная встреча была устроена в Бергене 1 июля.

#### Европа
Доклад Амундсена в Географическом обществе Норвегии был прочитан 9 сентября в присутствии дипломатического корпуса и королевского семейства, «став самым значительным мероприятием Общества за все 25 лет его существования». Нансена при этом не было — он находился в экспедиции на Шпицбергене. Осложнения возникли в Лондоне, где отношение к Амундсену по мере ожидания вестей о Скотте менялось в худшую сторону. Хотя Королевское географическое общество первым по времени пригласило покорителя Южного полюса выступить с лекционным турне, его открытие было намечено сделать не в Альберт-холле, где прежде выступали Нансен, Пири и Шеклтон, а в Куинс-холле, на что Амундсен оскорбился. Лорд Кёрзон публично заявил, что не намерен встречаться с Амундсеном, и ему всё равно, приедет он в Британию или нет; единственным британцем, который безоговорочно поддержал норвежца, был Шеклтон. Скандал произошёл 15 ноября: президент Общества — Джордж Натаниэл Кёрзон произнёс двусмысленную речь. Амундсен описывал этот эпизод так:

Тщательно взвешивая слова, лорд Керзон обосновал приглашение меня в качестве докладчика, причём особо отметил то обстоятельство, что я приписываю часть нашего успеха собакам, после чего завершил свою речь словами: «Посему предлагаю всем присутствующим грянуть троекратное „ура“ в честь собак», — да ещё подчеркнул саркастический и унизительный смысл своего высказывания успокоительным жестом в мою сторону.

Некоторое утешение полярник получил от восторженного приёма в Париже 16 декабря, где он был возведён в достоинство офицера Почётного легиона, и приёма в Риме 19 декабря с аудиенцией у короля Виктора-Эммануила. Стортинг назначил Амундсену почётный оклад в 6000 крон в год, а каждый член экспедиции получил ещё премию в 4000 крон. Премия была также вручена вдове Йохансена.

### Результаты

Пути конкурирующих экспедиций в Антарктиде: маршруты Скотта (зелёный) и Амундсена (красный)

Полярник, гляциолог и историк полярных экспедиций Владислав Корякин следующим образом подытожил результаты экспедиции Амундсена. Поход к Южному полюсу на дистанцию около 3000 км занял 99 дней, считая пребывание на Южном полюсе, распределённых следующим образом:
| Дней    | Шельфовый ледник Росса | Ледник Акселя Хейберга | Полярное плато | Всего |
| ------- | ---------------------- | ---------------------- | -------------- | ----- |
| Туда    | 27                     | 18                     | 11             | 56    |
| Обратно | 19                     | 7                      | 12             | 39    |

Интерпретация этих данных показывает значительное сокращение времени при возвращении, демонстрируя сохранение собственных сил и возможностей двух собачьих упряжек. Весь поход группы Амундсена проходил в наиболее благоприятных погодных условиях летнего антарктического сезона, когда усиление циклонических явлений не сказывалось негативно на уставших людях, как произошло с экспедициями Скотта и Шеклтона. Сказывалась также разница в привычках к зимним условиям у англичан и норвежцев: на трассе Амундсена метели и пурги начинались 15 раз, причём в 8 случаях команда продолжала движение. Англичане сталкивались с шестью метелями, и никогда не выбирались из палатки в такие дни. Последняя метель стала фатальной.
Несмотря на то, что в историографии экспедицию Амундсена традиционно считают спортивной, по В. Корякину, научные открытия норвежцев также оказались значительными. В первую очередь они на практике показали исчерпание возможностей собачьих упряжек как средства открытий в высоких широтах, «сигнал к поиску подходящей замены… новым техническим средством». Достижения в области географии были следующими:
1. Установлено западное направление Трансантарктического хребта, причём сам Амундсен предположил, что эта горная система является главным орографическим элементом Центральной Антарктиды.
2. Геологические образцы с горы Бетти продемонстрировали несомненное геологическое единство с известными ранее территориями Земли Виктории.
3. Определены южные пределы шельфового ледника Росса.
4. Обнаружено, что питание оледенения Антарктического ледникового покрова убывает по направлению от периферии к центру оледенения.
5. Существенно сокращена площадь неизвестной территории во внутренних районах Антарктиды.
6. Метеонаблюдения в Китовой бухте дополнили картину антарктического климата в сопоставлении с данными других экспедиций[158].

Все наблюдения группы Амундсена — в первую очередь, его самого, носили попутный характер, но позволили дополнить классификации оледенения Пристли и Райта; однако его наблюдения о снегонакоплении не были оценены в 1910-е годы в полной мере. Геологические сборы на горе Бетти позволили распространить полученные на побережье сведения на более обширные регионы, что было подытожено Р. Фейрбриджем в 1957 году. Годичный цикл метеорологических наблюдений в Китовой бухте был использован в одной из первых попыток синоптического анализа в Антарктиде, предложенной в 1919 году Дж. Симпсоном. Судовой отряд на «Фраме» произвёл ряд важных океанографических и гляциологических исследований (взяты 891 проба воды и 190 проб планктона) в Атлантическом секторе Южного океана.

## После возвращения

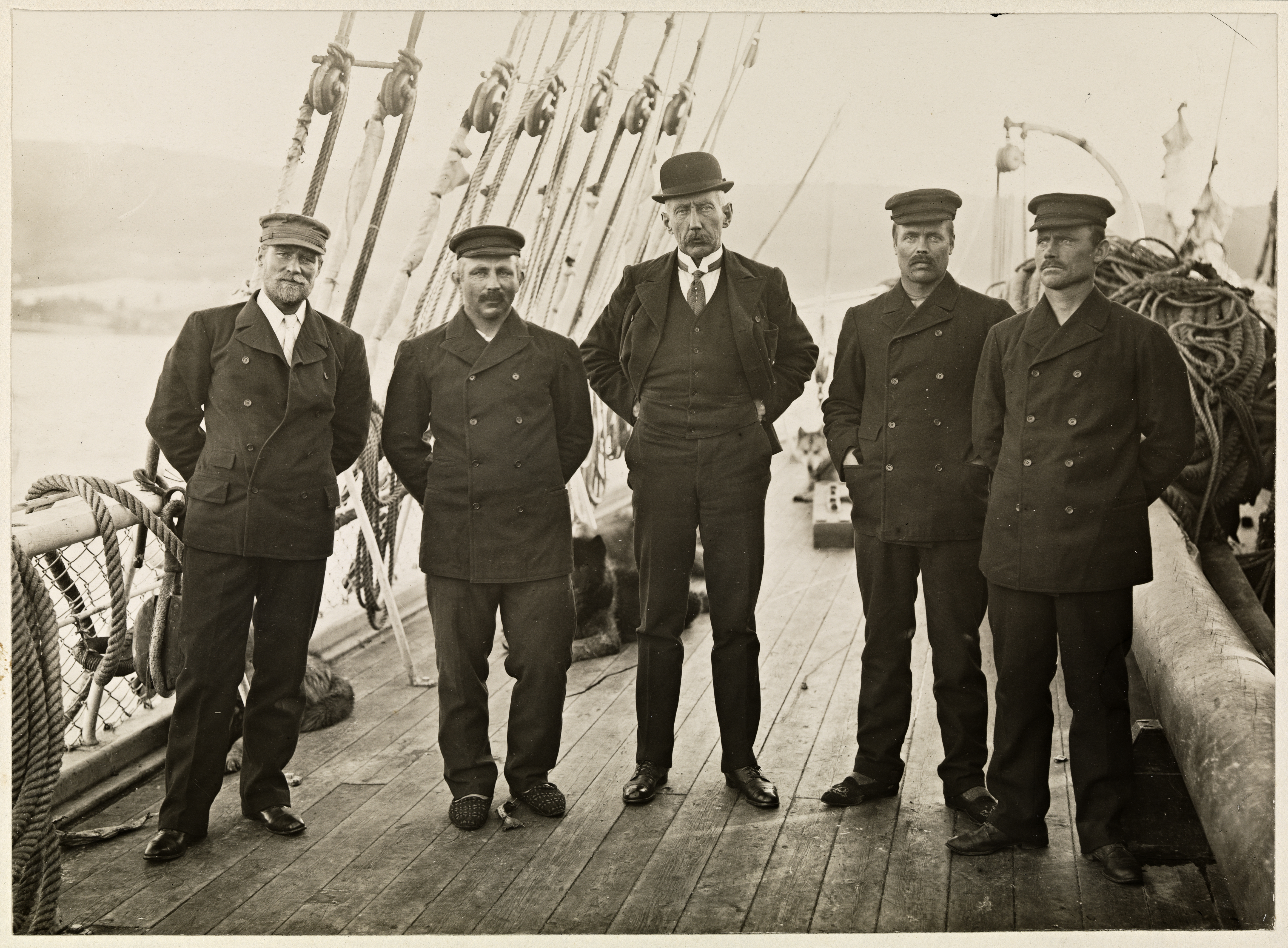
Участники покорения Южного полюса на палубе «Фрама». Слева направо: Сверре Хассель, Оскар Вистинг, Руаль Амундсен, Олаф Бьолан, Хельмер Хансен. Хобарт, 7 марта 1912 года

Триумф Амундсена был омрачён несколькими смертями: 9 января 1913 года покончил жизнь самоубийством Ялмар Йохансен, а 11 февраля в Новую Зеландию прибыл барк «Терра Нова» с сообщением, что 12 ноября 1912 года были обнаружены тела Скотта и его двух товарищей, погибших в конце марта.
Амундсен говорил в одном из интервью:

Я пожертвовал бы славой и всеми деньгами, сумей я таким путём уберечь Скотта от ужасной гибели.

Амундсен в тот период находился с лекционным турне в США, дав более 160 выступлений. В одном из писем брату он сообщал:

Печальная судьба Скотта вызвала необыкновенный интерес к моим докладам. Посещаемость, которая начала было падать, снова взлетела на недосягаемую высоту.

Им было принято решение перевести «Фрам» из Буэнос-Айреса в Сан-Франциско своим ходом, чтобы продолжить экспедицию по плану 1908 года. Из команды к тому времени выбыл Бьолан, получивший от Амундсена 20 тыс. крон на основание фабрики по выпуску лыж (торговая марка «Пульхейм»). К тому времени представилась возможность использовать «Фрам» в церемонии открытия Панамского канала. 3 октября 1913 года «Фрам» под командованием Т. Нильсена прибыл в Колон. Поскольку к декабрю канал всё ещё не был открыт, от этой идеи Амундсен отказался. Переход из Колона обратно в Буэнос-Айрес был очень тяжёл: 100 дней непрерывно продолжались штормы. Деревянная конструкция, выдержавшая две арктических экспедиции и кругосветное плавание, была непоправимо испорчена тропическими древоточцами. Нашествие насекомых 2 января 1914 года уничтожило все бортовые запасы провианта. 18 марта 1914 года скончался матрос Андреас Бек. Только 25 марта 1914 года «Фрам» прибыл в Монтевидео, нуждаясь в капитальном ремонте.

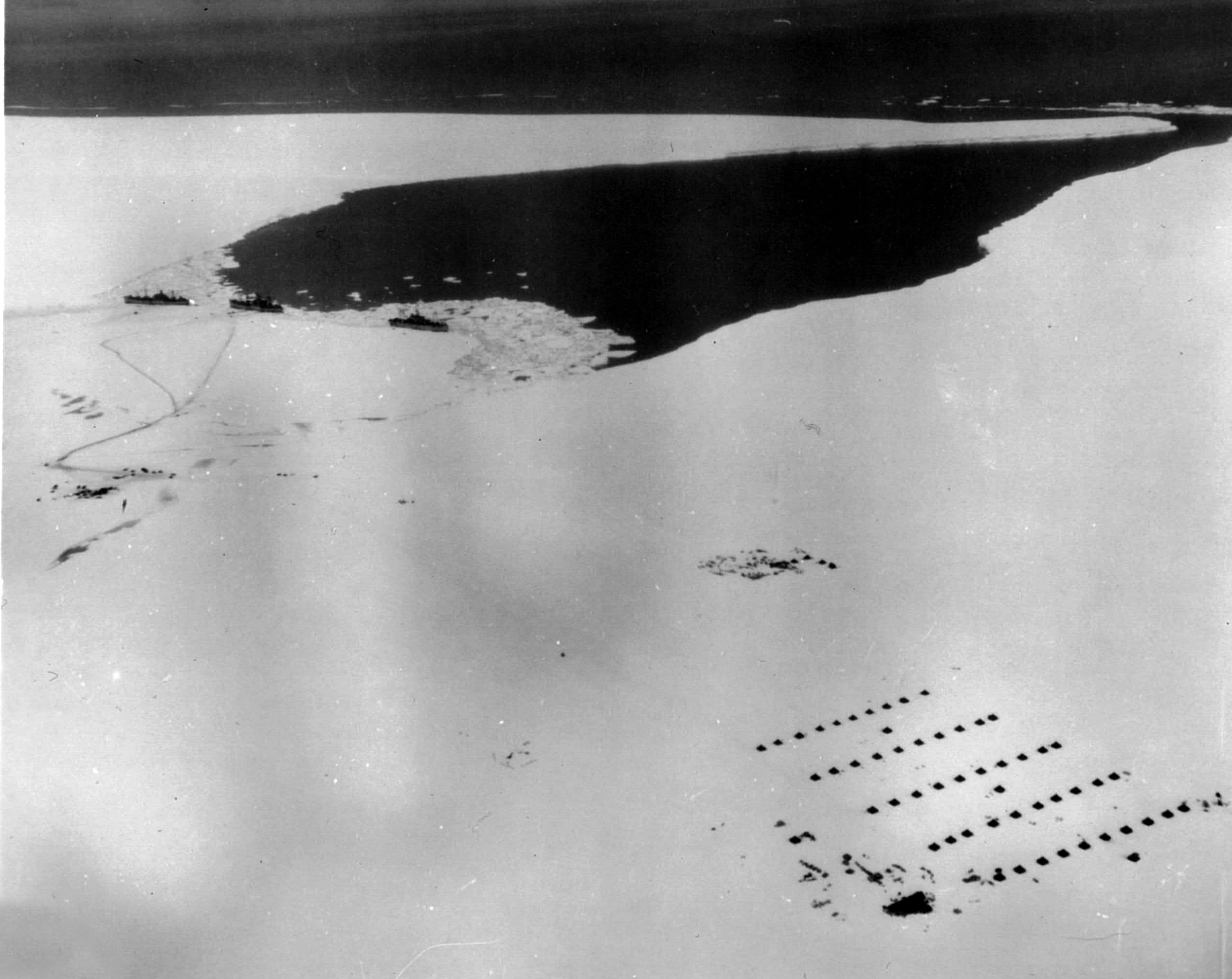
Воздушный вид Китовой бухты антарктическим летом 1946—1947 годов. Видна база «Литл-Америка V», расположенная восточнее «Фрамхейма»

16 июня 1914 года старое судно возвратилось в Хортен и было поставлено на прикол. «Фрам» с 7 июня 1910 года два с половиной раза обогнул земной шар, пройдя 54 тыс. морских миль, по преимуществу — в умеренных и экваториальных водах. 11 августа судно было обследовано классификационным бюро: гниением была поражена вся подводная часть судна, внутренняя и наружная обшивка, палуба и палубные бимсы. Стоимость капитального ремонта оценивалась в 150 тыс. крон, что примерно равнялось стоимости постройки «Фрама». Амундсен отказался от правительственной субсидии, что означало прерывание экспедиции на неопределённый срок. С началом Первой мировой войны бо́льшая часть оставшейся команды была призвана на военную службу. 3 августа 1914 года Амундсен передал свой самолёт «Морис-Фарман» в дар армии и просился в военно-воздушную часть. В 1917 году «Фрам» был полностью разукомплектован при подготовке новой экспедиции Амундсена на «Мод» по прежнему плану — дрейфа через Ледовитый океан с достижением Северного полюса.
В 1928 году близ «Фрамхейма» основал свою базу Little America I американский полярный исследователь Ричард Ивлин Бэрд. Старой базой Амундсена было уже невозможно пользоваться, поскольку она была полностью погребена под снегом. Американские исследователи Тед Скэмбос (Университет Колорадо) и Кларенс Новак, проанализировав имеющиеся данные по движению ледника и обламыванию Ледяного барьера, пришли к выводу, что «Фрамхейм» и три первые базы «Литтл-Америка» располагались на 16-километровой глыбе шельфового льда, которая существовала ещё во время экспедиций 1955—1958 годов в этом регионе. Картографирование 1962 года показало, что незадолго до того произошло отделение айсберга, который и унёс остатки норвежской и американских баз в океан.
Фотоархив экспедиции, включающий также отснятые в 1910—1912 годах киноплёнки, в 2005 году был включён в реестр «Память мира».

### Первоисточники
- Амундсен Р. Моя жизнь // Собрание сочинений / Пер. А. и М. Йоргенсен. — Л.: Изд-во Главсевморпути, 1937. — Т. V. — 227 с.
- Амундсен Р. Южный полюс // Р. Пири. Северный полюс Р. Амундсен. Южный полюс / Пер. Л. Л. Жданова. — М.: Мысль, 1972. — С. 250—532. — 550 с. — (XX век. Путешествия. Открытия. Исследования).
- Нансен-Хейер, Лив. Книга об отце / Пер. с норв; под ред. И. П. Стребловой ; предисл. и коммент. Ю. Д. Комарова. — Л.: Гидрометеоиздат, 1973. — 452 с.
- Скотт Р. Экспедиция к Южному полюсу. 1910—1912 гг. Прощальные письма / Пер. с англ. В. А. Островского, под ред. М. Г. Деева. — М.: Дрофа, 2007. — 559 с. — (Библиотека путешествий). — 5000 экз. — ISBN 978-5-358-0547.
- Amundsen R. The South Pole: An Account of the Norwegian Antarctic Expedition in the Fram, 1910—1912. Vol. I—II. — London: John Murray, 1912.

### Статьи и монографии
- Брегман Г. А. Капитан А. С. Кучин // Ежегодник «Летопись Севера». — Московский филиал Географического общества СССР, 1962. — Т. 3. — С. 130—147.
- Буманн-Ларсен, Тур. Амундсен / Пер. Т. В. Доброницкой, Н. Н. Фёдоровой. — М.: Молодая гвардия, 2005. — 521 с. — (Серия ЖЗЛ). — ISBN 5-235-02860-0.
- Корякин В. С. Гонка за полюс. Кто был первым на Южном полюсе. — М. : Эксмо, 2013. — 288 с. — 3100 экз. — ISBN 978-5-699-54101-0.
- Ладлэм Г. Капитан Скотт / Перевод с английского В. Я. Голанта. Научный редактор кандидат географических наук Л. И. Дубровин. С предисловием академика А. Ф. Прянишникова. — Изд. 2-е, испр. — Л. : Гидрометеоиздат, 1989. — 288 с. — ISBN 5-286-00406-7.
- Саннес Т. Б. «Фрам»: приключения полярных экспедиций / Пер. с нем. А. Л. Маковкина. — Л.: Судостроение, 1991. — 272 с. — (Замечательные корабли). — 100 000 экз. — ISBN 5-7355-0120-8.
- Хантфорд Р. Покорение Южного полюса. Гонка лидеров = Scott and Amundsen. The Last Place on Earth / Пер. с англ. Сергея Филина. — М.: Манн, Иванов и Фербер, 2012. — 640 с. — ISBN 978-5-91657-323-7.
- Flaherty L. Roald Amundsen and the quest for the South Pole. — N. Y., Philadelphia : Chelsea House Publishers, 1992. — 112 p. — (World explorers). — ISBN 0-7910-1308-1.
- Johnson C. Ice Ship: The Epic Voyages of the Polar Adventurer Fram. — Lebanon, New Hampshire : University Press of New England, 2014. — xiv, 318 p. — ISBN 978-1-61168-396-7.
- Scambos T., Novak C. On the Current Location of the Byrd «Snow Cruiser» and Other Artifacts from Little America I, II, III and Framheim // Polar Geography. — 2005. — Vol. 29, no. 4. — P. 237—252. — doi:10.1080/789610142.